# Tréboul (Finistère)
Pour les articles homonymes, voir Tréboul.
Tréboul est une ancienne commune du Finistère créée en 1880 en baie de Douarnenez (à l'est de la mer d'Iroise). Tréboul a été rattachée à la commune de Douarnenez par un arrêté préfectoral  du 14 juin 1945 en même temps que les anciennes communes de Ploaré et Pouldavid. Ainsi, Tréboul est aujourd'hui considéré comme un quartier de Douarnenez.
Tréboul est un ancien port de pêche devenu port de plaisance et destination touristique : entouré de falaises, il est situé dans une petite anse, bordée par la rivière de Pouldavid et fermée par l'île Tristan. Il abrite le Centre Nautique Municipal de Douarnenez.

## Géographie
Tréboul, après avoir dépendu de Poullan et avoir été pendant quelques décennies une commune indépendante, est désormais le quartier ouest de Douarnenez, au-delà, en partant du centre-ville de Douarnenez, du Port-Rhu. Tréboul fut un port de pêche (désormais de plaisance) et dispose d'une assez longue façade littorale sur la rive sud de la Baie de Douarnenez formée pour partie de falaises, mais aussi de deux grandes plages : les plages Saint-Jean et des Sables Blancs.

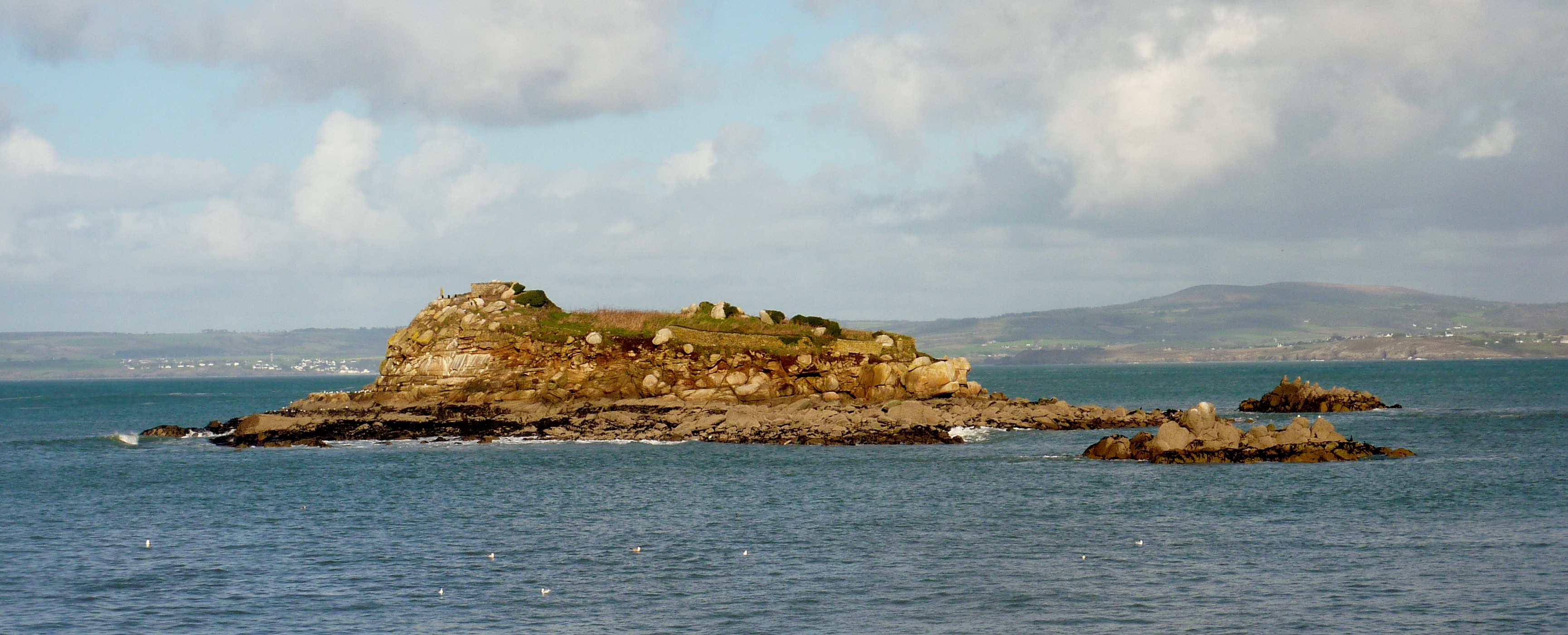
Tréboul : l'îlot du Coulinec entre la plage des Sables Blancs et la Pointe de Leydé
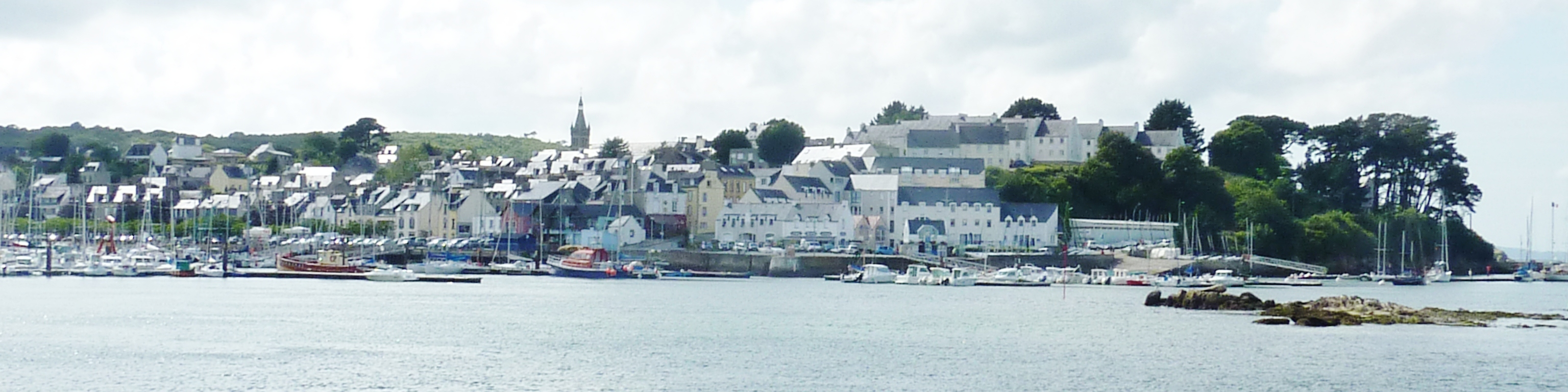
Douarnenez : le port de Tréboul vu du boulevard Camille Réaud
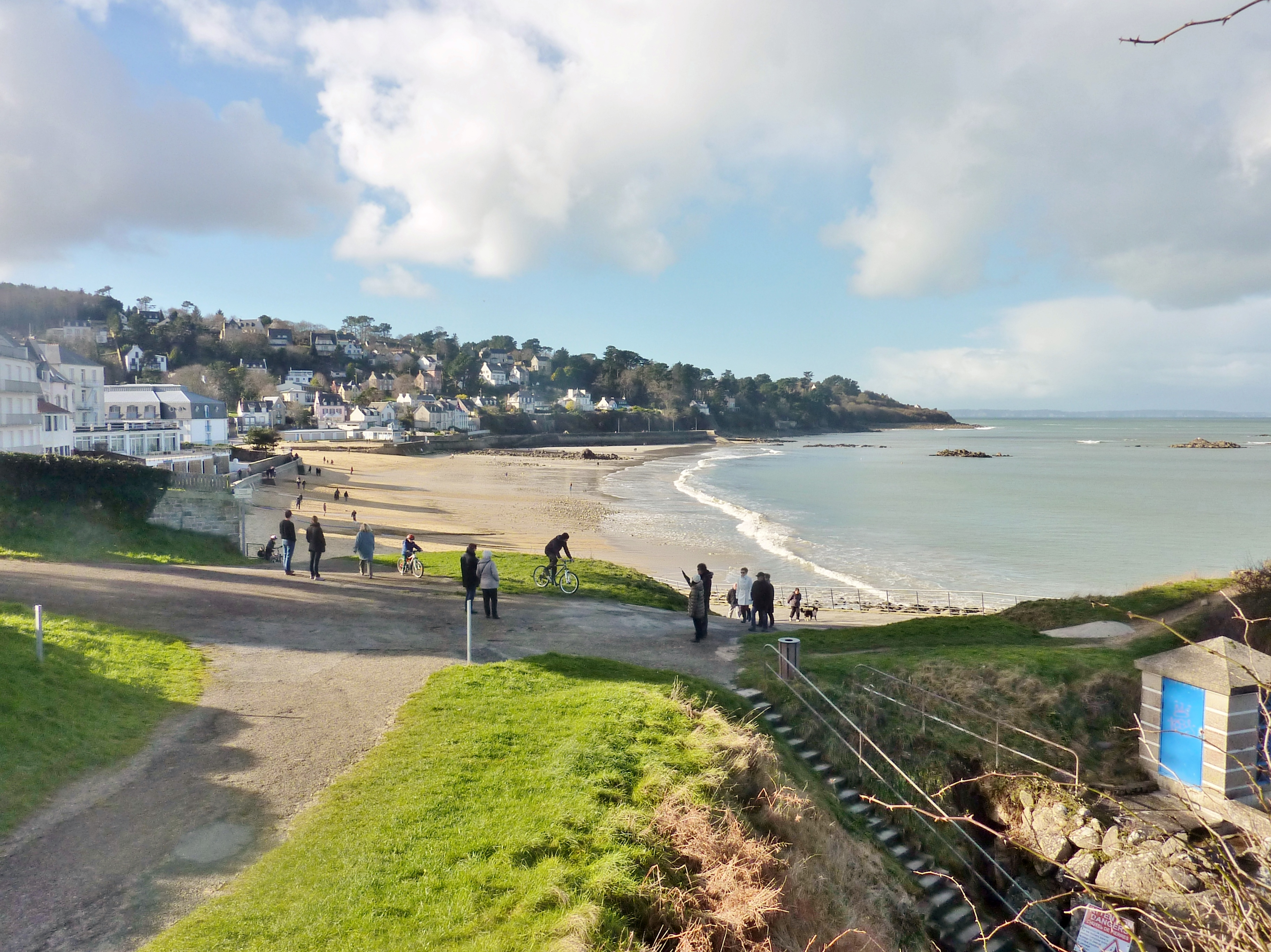
Tréboul : la plage des Sables Blancs
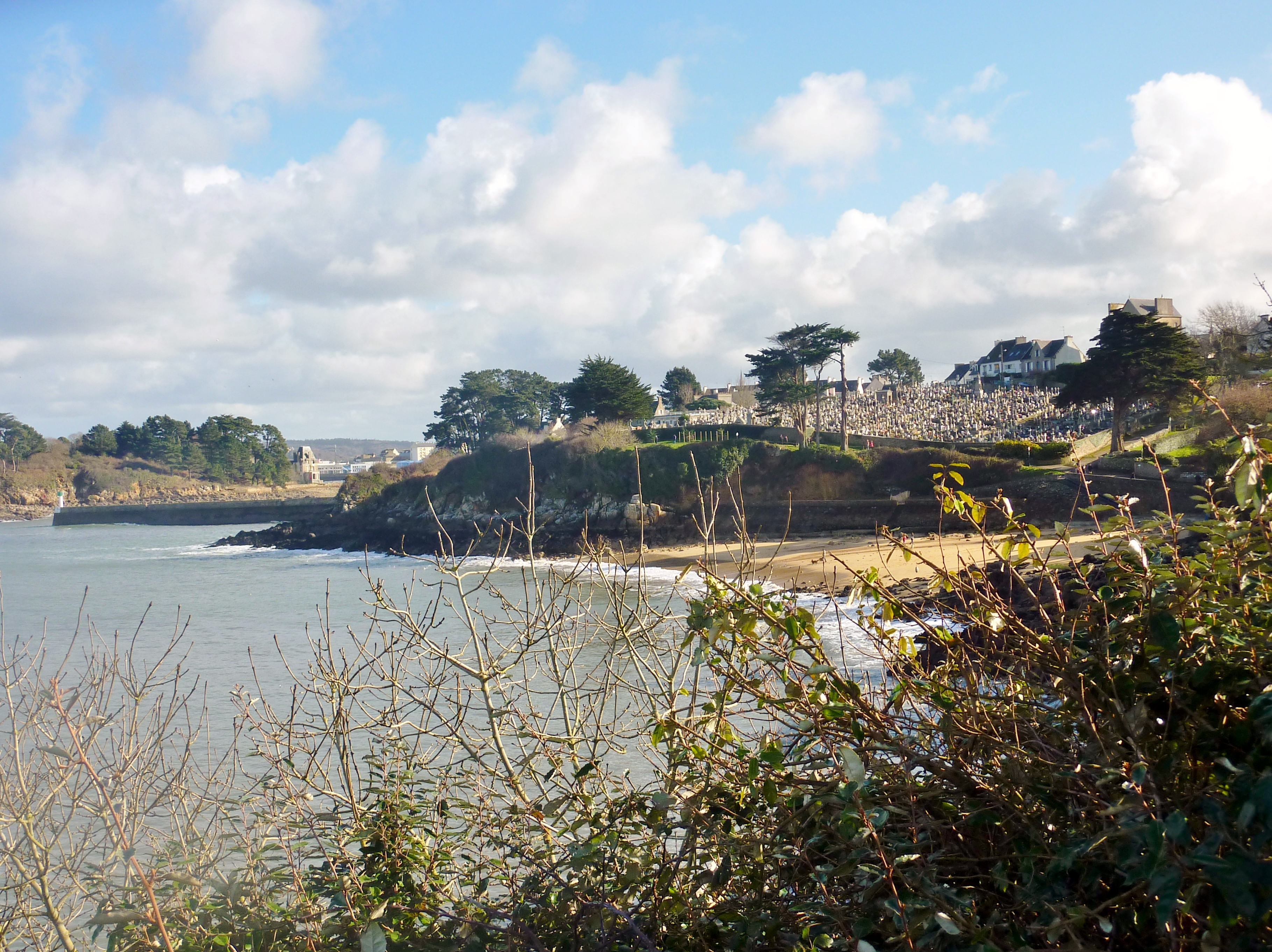
Douarnenez : le cimetière marin de Tréboul
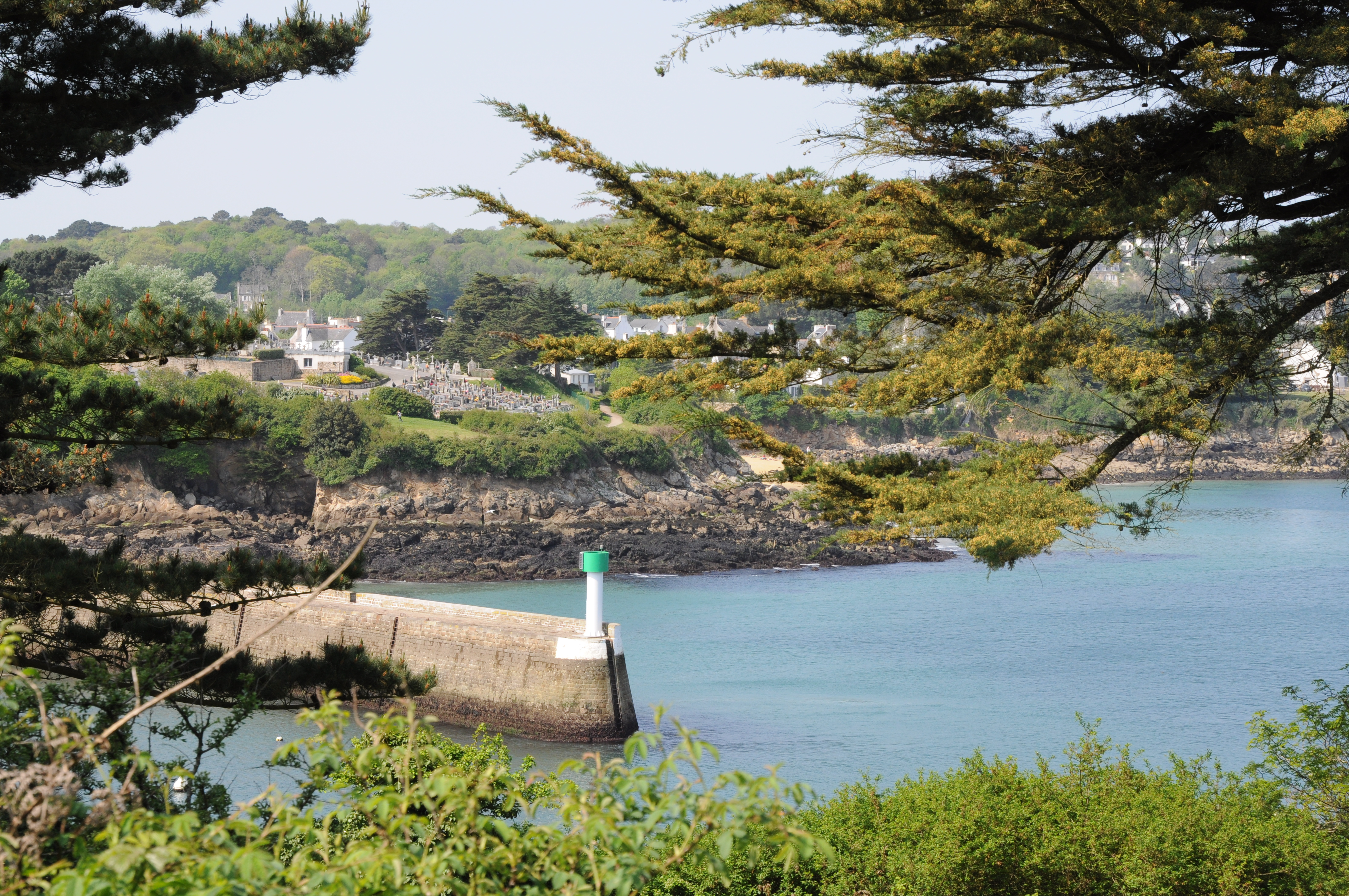
Douarnenez : le cimetière marin de Tréboul (vu de l'île Tristan)
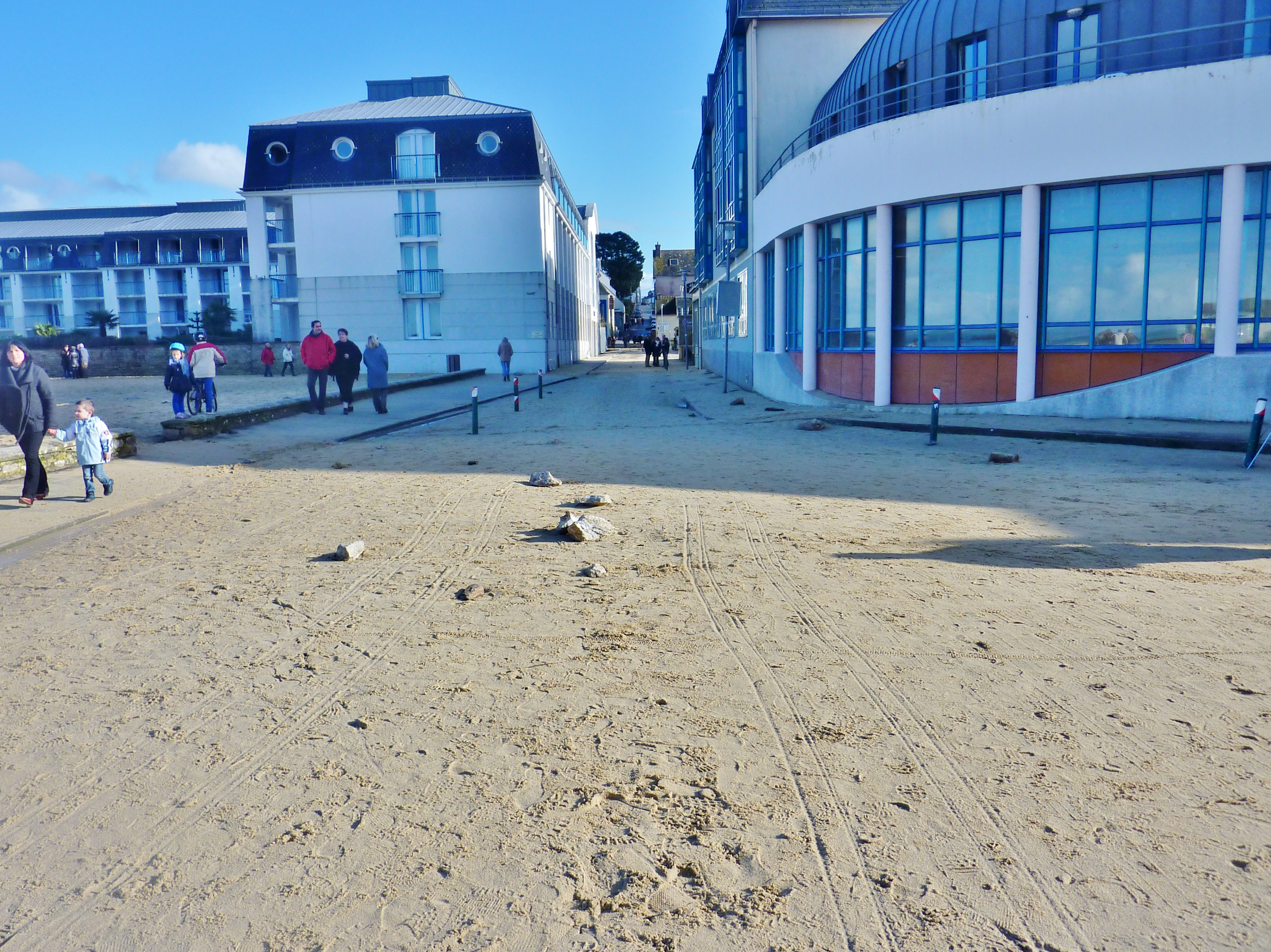
La rue des Professeurs Curie envahie par le sable et les galets après les tempêtes de la fin janvier et du début de février 2014 (juste en arrière de l'immeuble de la thalassothérapie)

Le quartier situé juste au-dessus du port de Tréboul, « un lacis de blanches et étroites ruelles, des maisonnettes blotties les unes contre les autres et des pas de portes fleuris.. » donnent à ce quartier des allures andalouses. Ce quartier est en fait surnommé "Petit Maroc", ce surnom faisant référence aux pêcheurs qui partaient pêcher la langouste au large des côtes du sud du Maroc et de la Mauritanie. Pour cette raison les Tréboulistes sont parfois surnommés les "Marocains".
Tréboul est désormais en bonne partie axé sur le tourisme avec l'établissement thermal qui pratique la thalassothérapie, la résidence touristique Pierre et Vacances dénommée "Le coteau et la Mer", située route des Roches Blanches et un centre de vacances, le domaine de Ker-Huel, qui appartient à la ville du Mans.

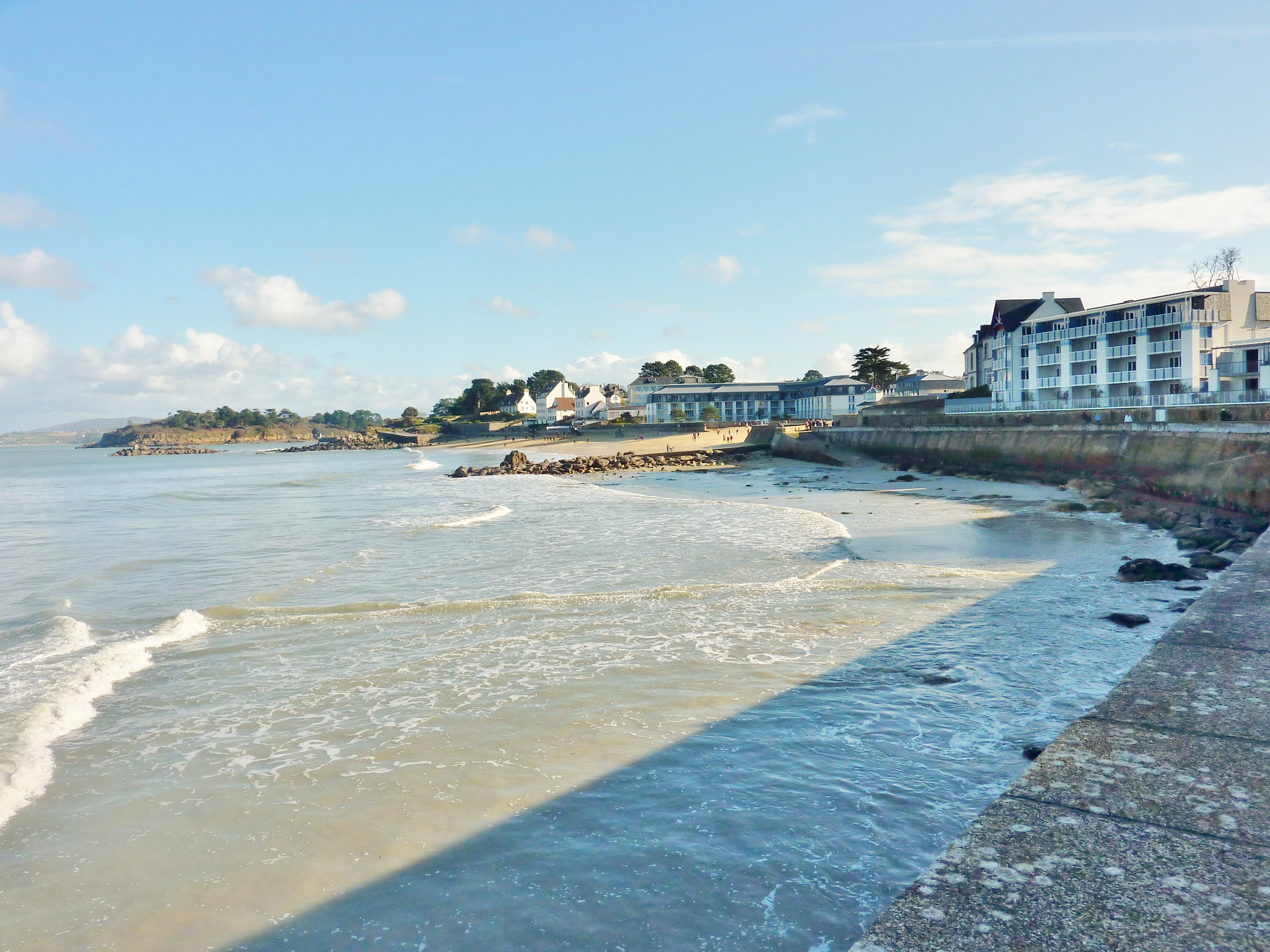
Tréboul : l'établissement thermal (thalassothérapie) en bordure de la plage des Sables Blancs

En direction de la Pointe du Van, longeant la rive sud de la Baie de Douarnenez, le GR 34, très accidenté, mène vers l'ouest aux falaises de la Pointe de Leydé et des Roches Blanches ; son tracé continue ensuite le long du littoral de Poullan-sur-Mer.

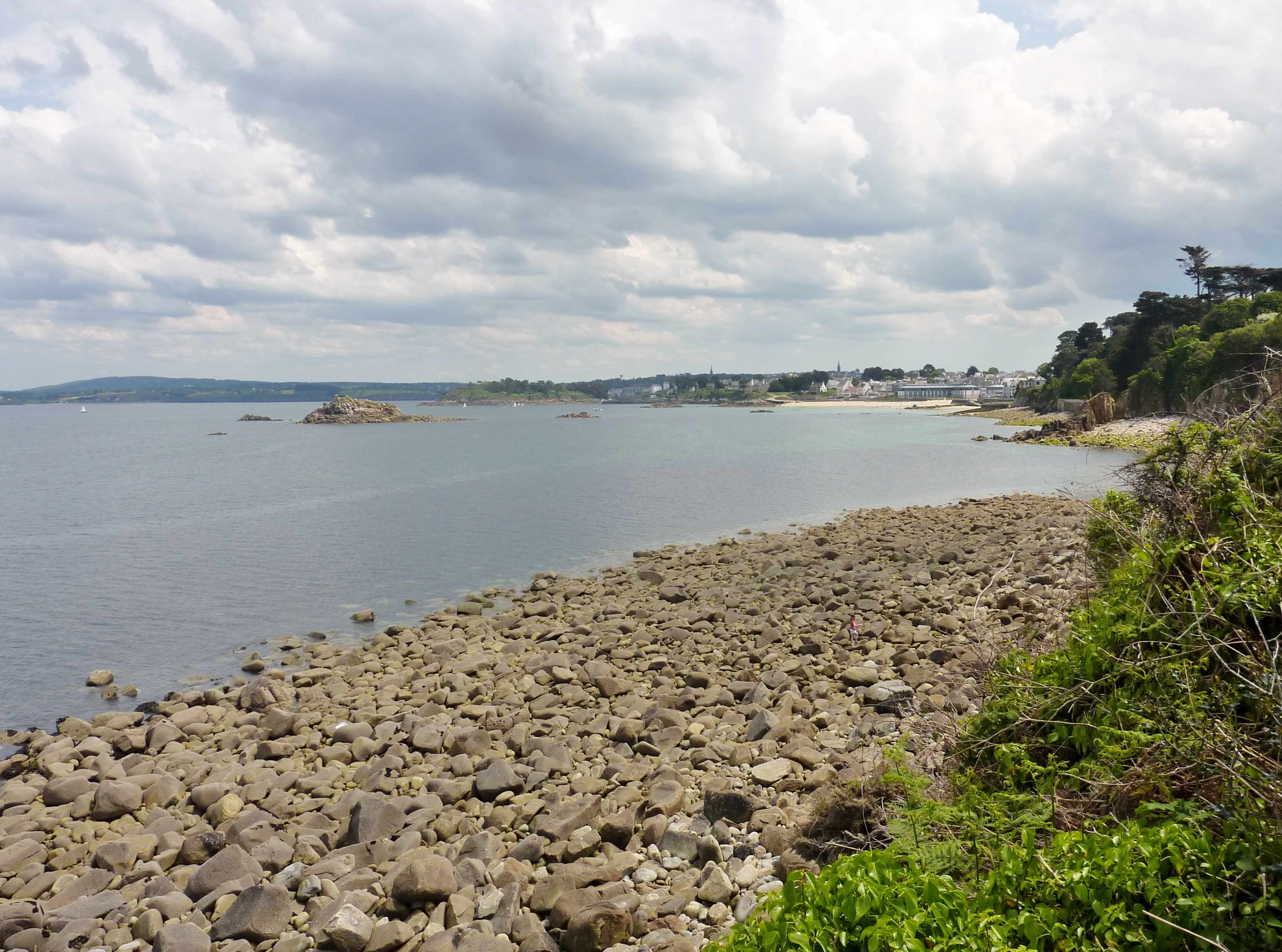
Douarnenez et le rocher du Coulinec vus depuis le GR 34 en direction de la Pointe de Leydé.
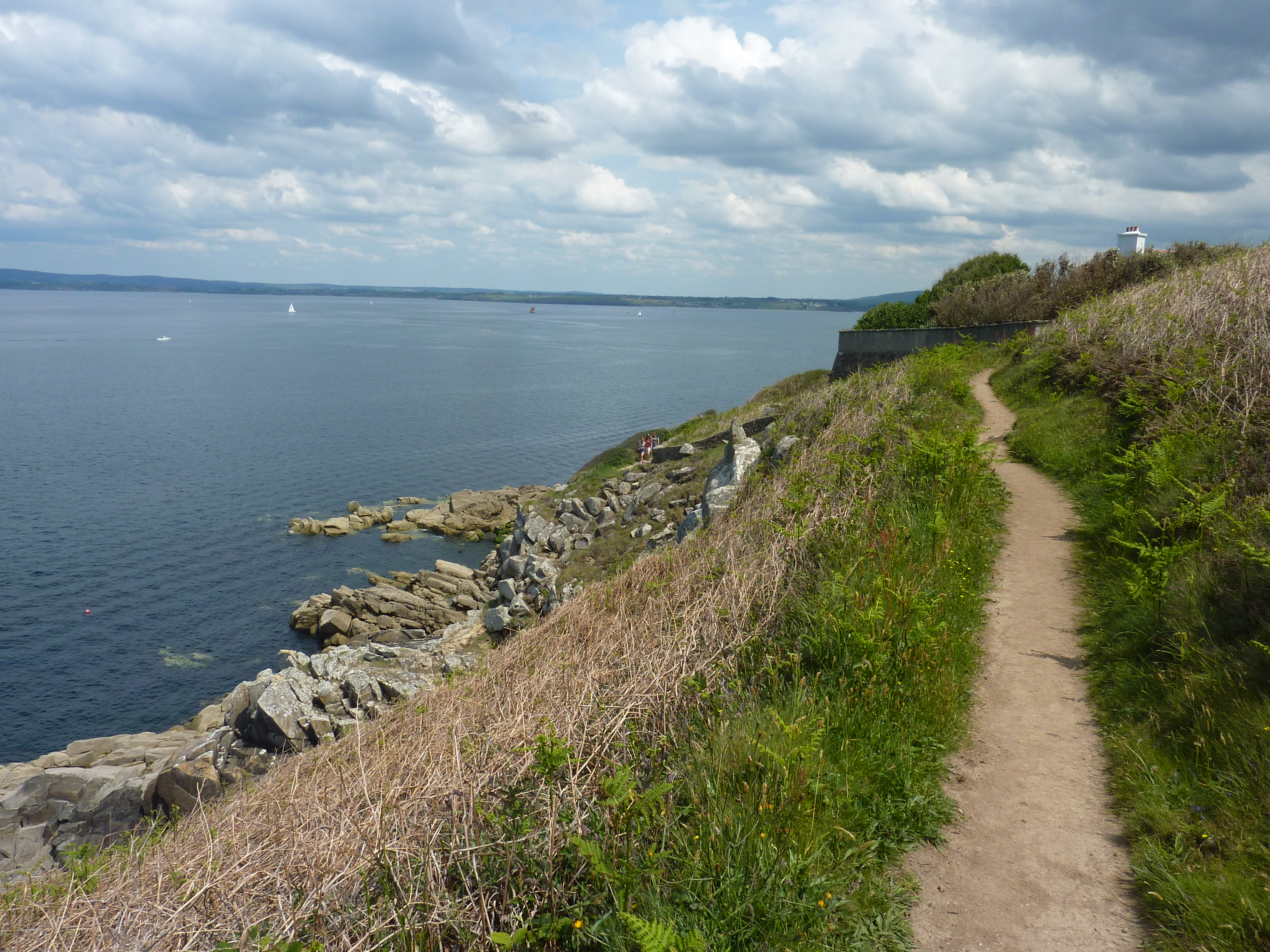
Le GR 34 et la Baie de Douarnenez vus des environs de la Pointe de Leydé.
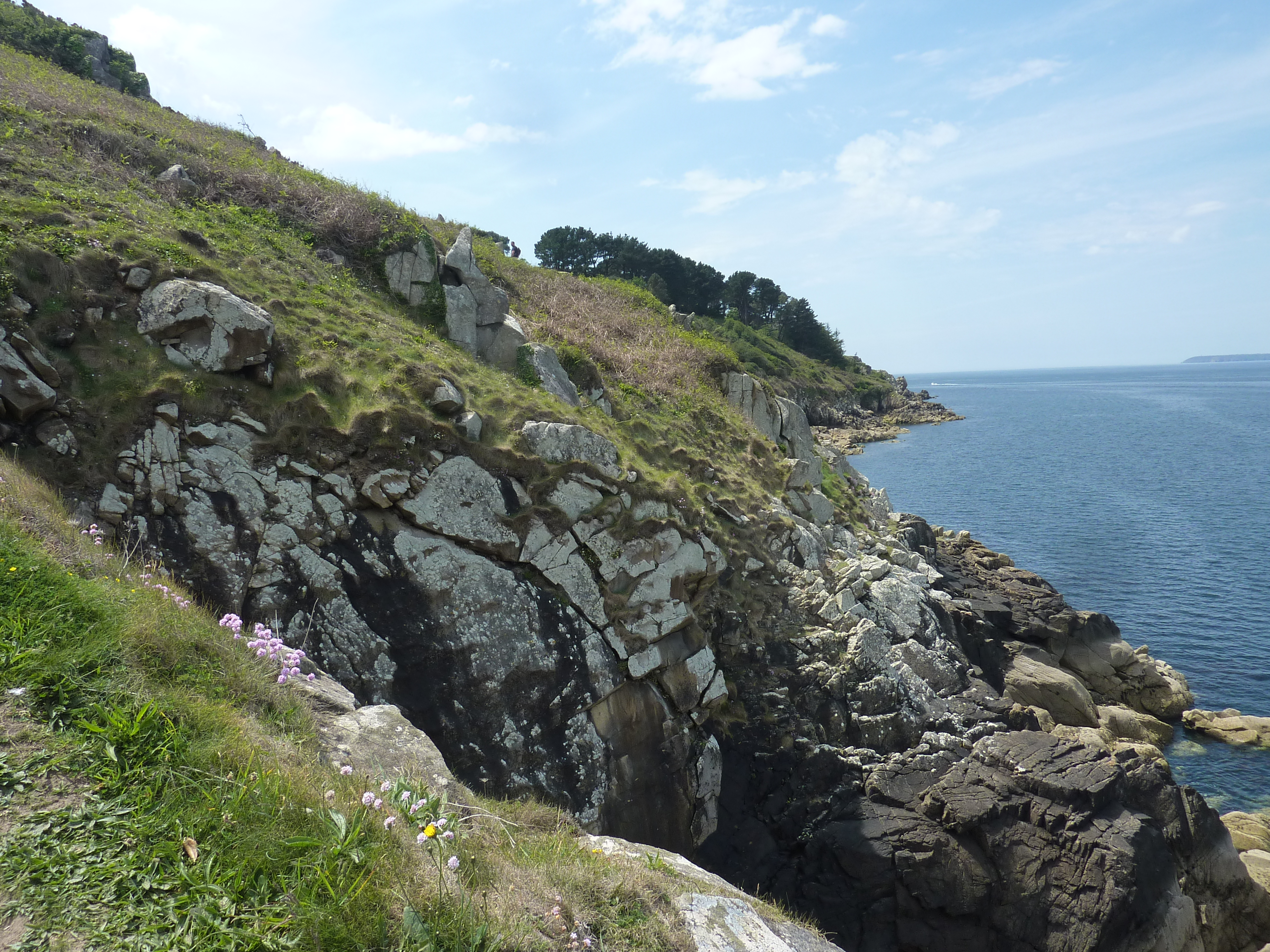
Les falaises de la Pointe de Leydé 1.
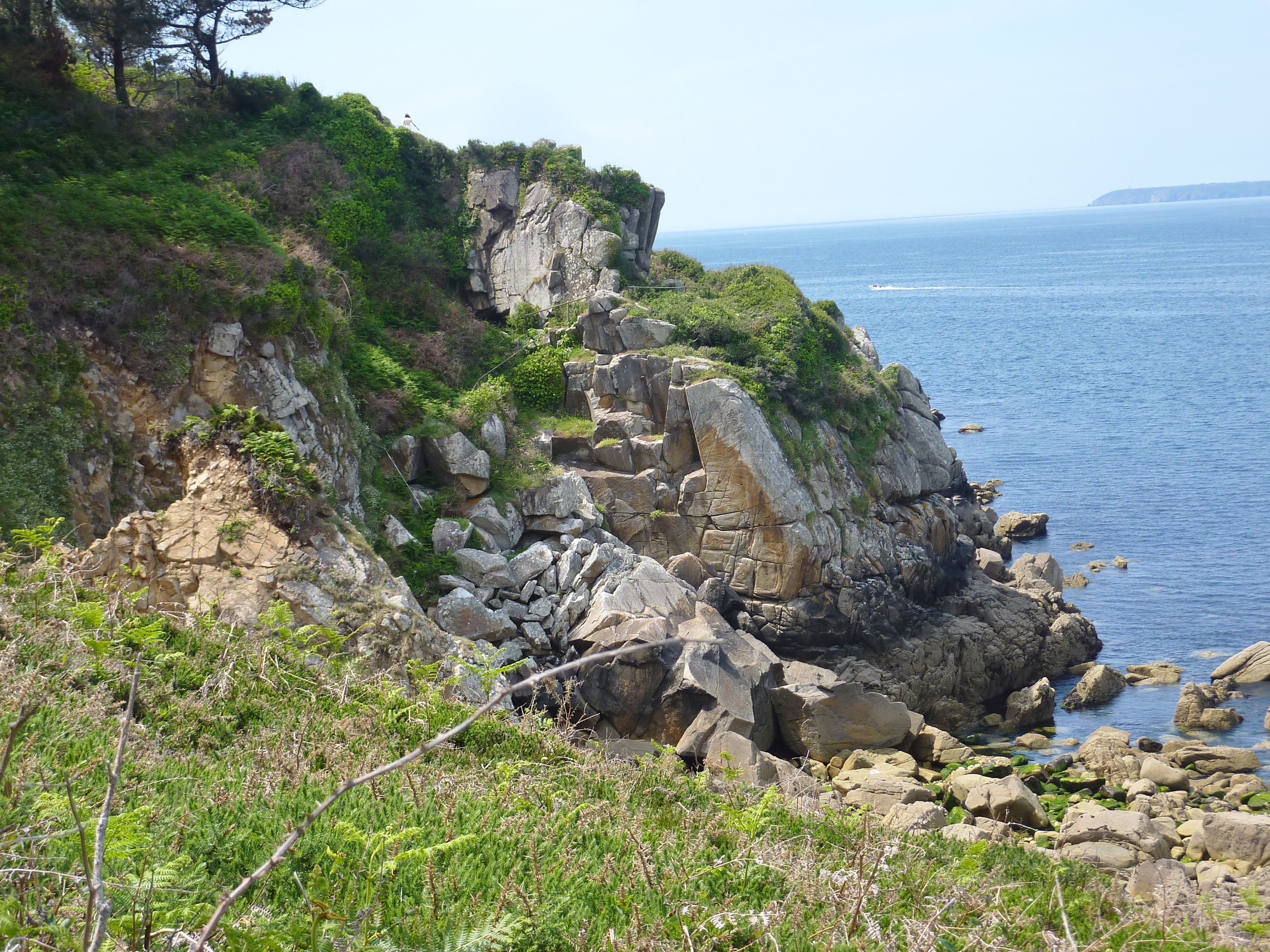
Les falaises de la Pointe de Leydé 2.
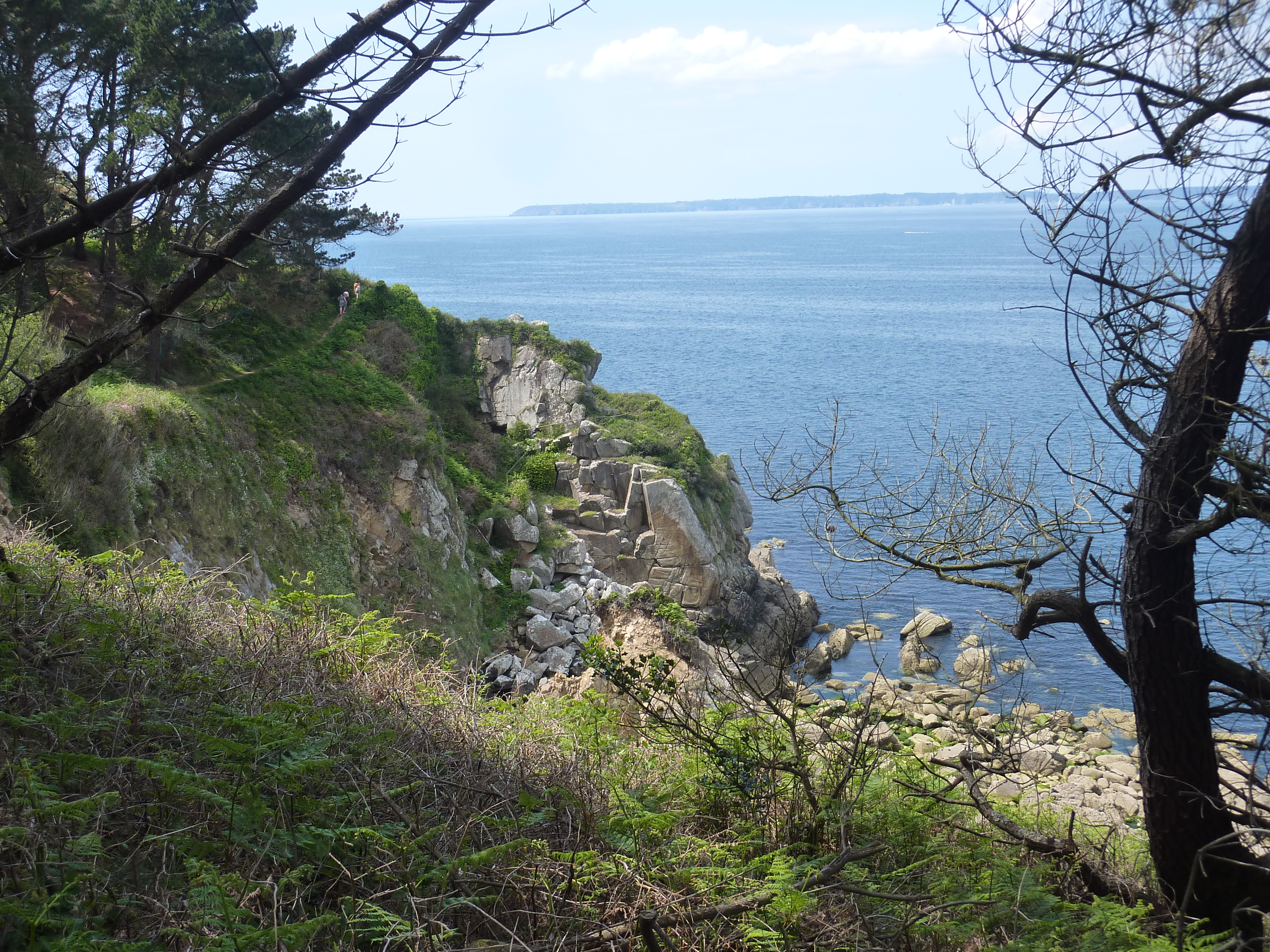
Les falaises de la Pointe de Leydé 3.
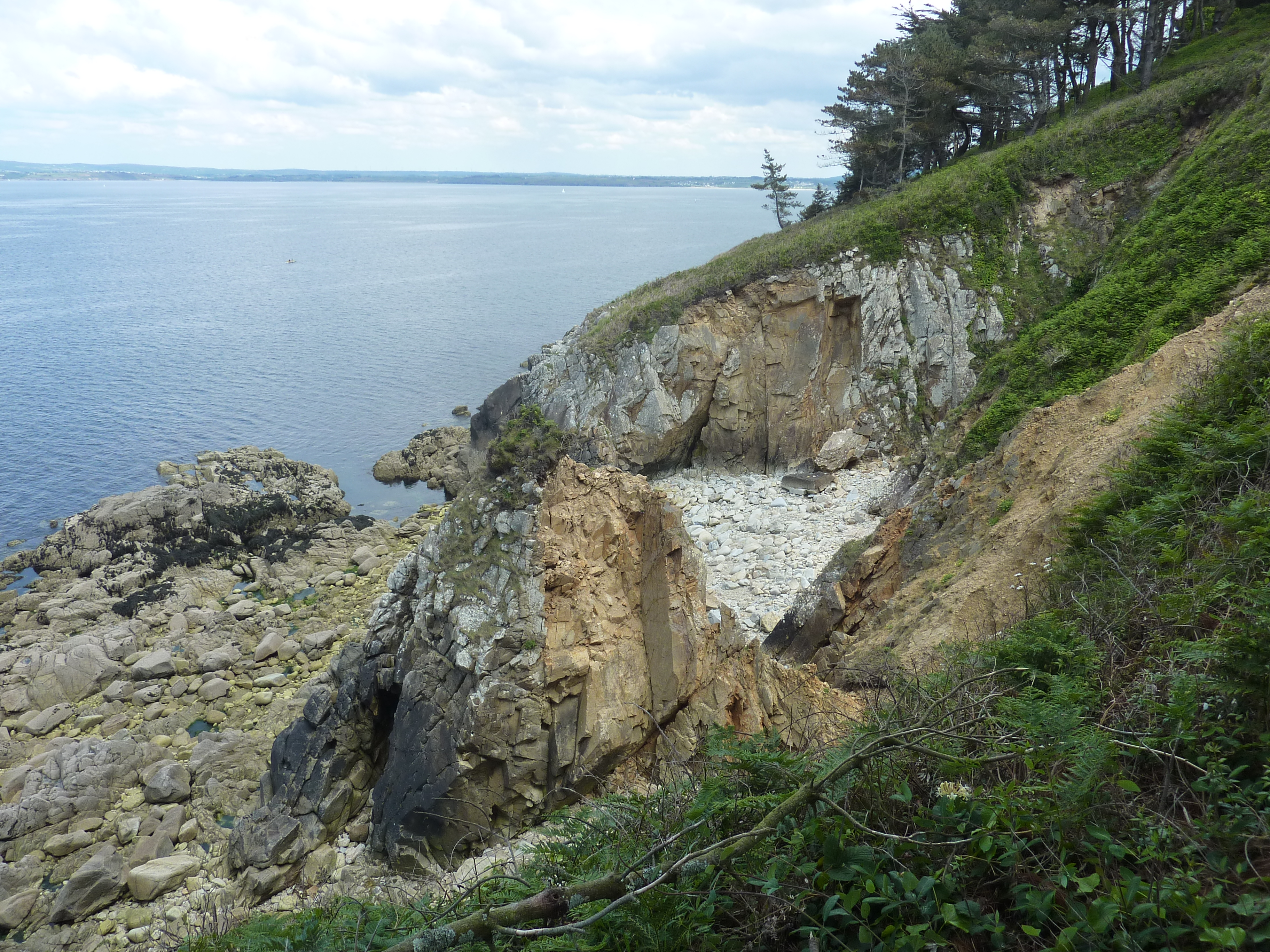
Les falaises de la Pointe de Leydé 4.
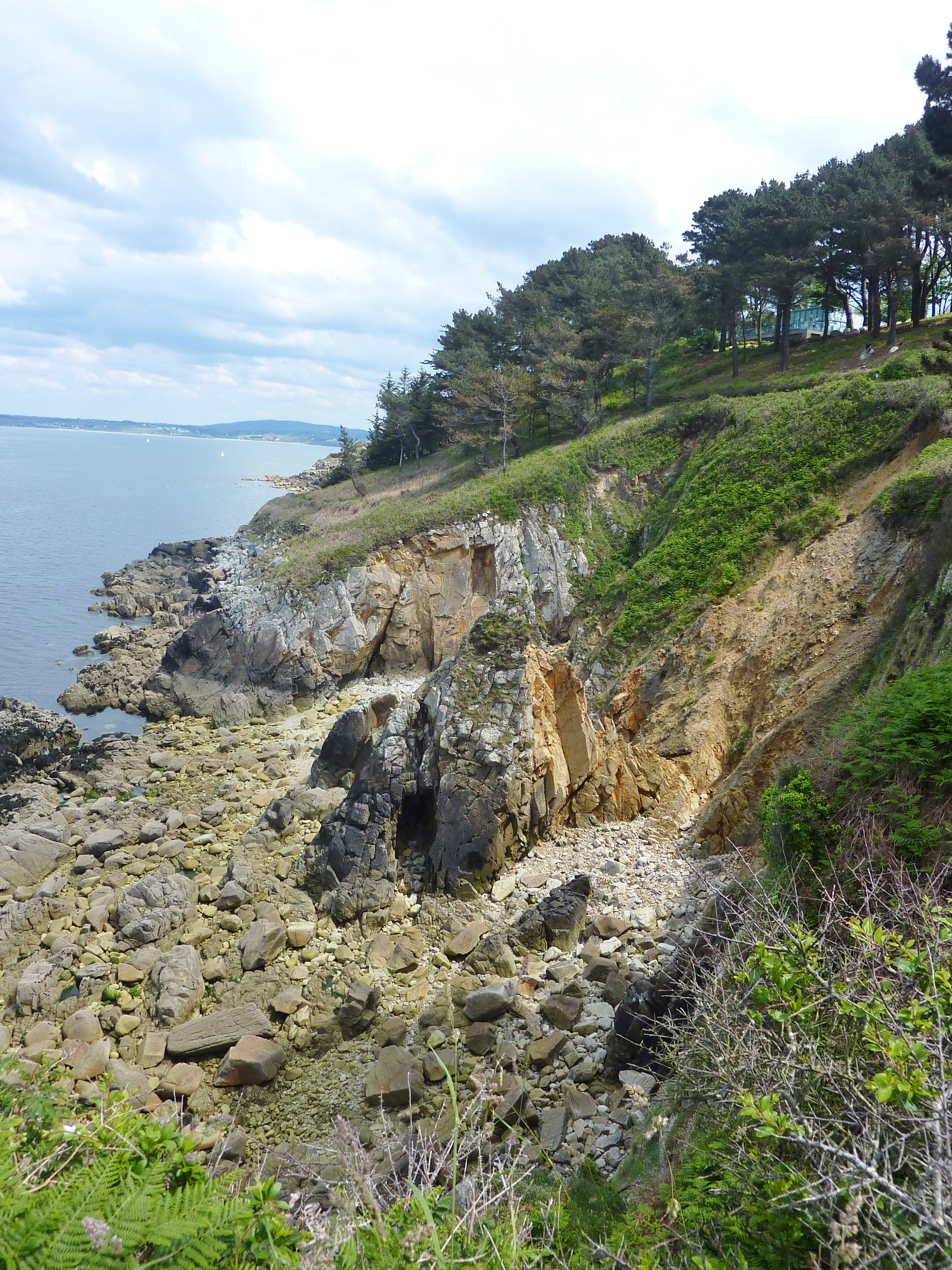
Les falaises de la Pointe de Leydé 5.
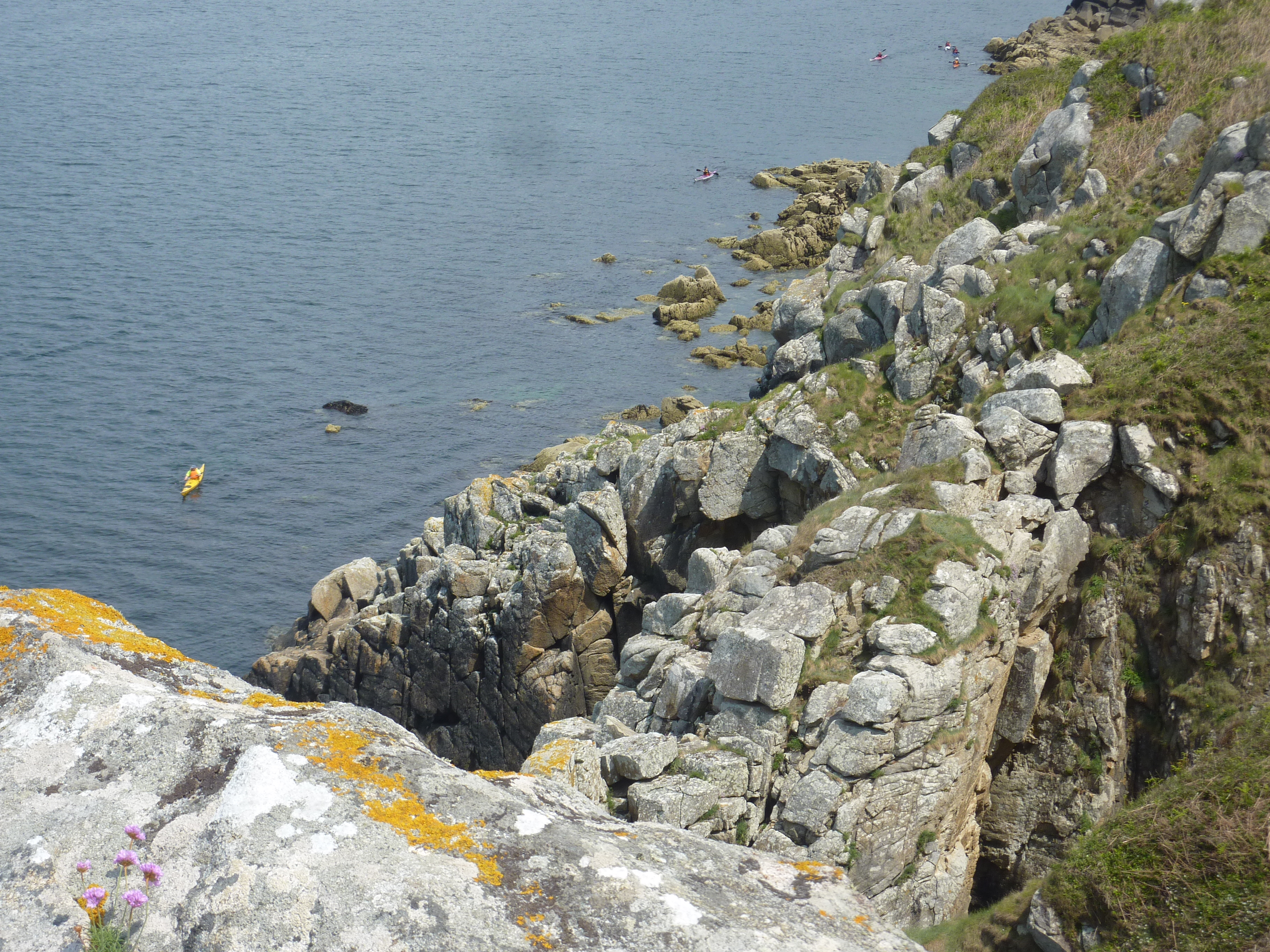
Les falaises de la Pointe de Leydé 6.

## Histoire

### Préhistoire
Le chanoine Henri Pérennès cite en 1941 à Tréboul deux menhirs non loin de la plage des Sables-Blancs, trois autres non loin de la gare (alors existante) et un autre à Trésulien.
En 1948 un dépôt de fondeur fut découvert sur la plage des Sables Blancs à Tréboul, dans un sac de lin protégé par une dalle de granite ; composé d'environ 300 objets, il contenait notamment un tiers de haches à talon et à rebord, 40 % de poignards et d'épées, 10 % de pointes de lances, etc.. Ce dépôt a donné son nom à une école de métallurgiste, le "groupe de Tréboul", dont les productions ont été retrouvées jusqu'en Normandie, en Grande-Bretagne et même dans le nord de l'Allemagne. Pierre-Roland Giot a sauvé la majeure partie du dépôt préhistorique de Tréboul, contenant des pointes de lances et des haches à rebords, datant de l'âge du bronze moyen, peu après sa découverte. 
Un dépôt analogue a aussi été trouvé à Pouldergat.

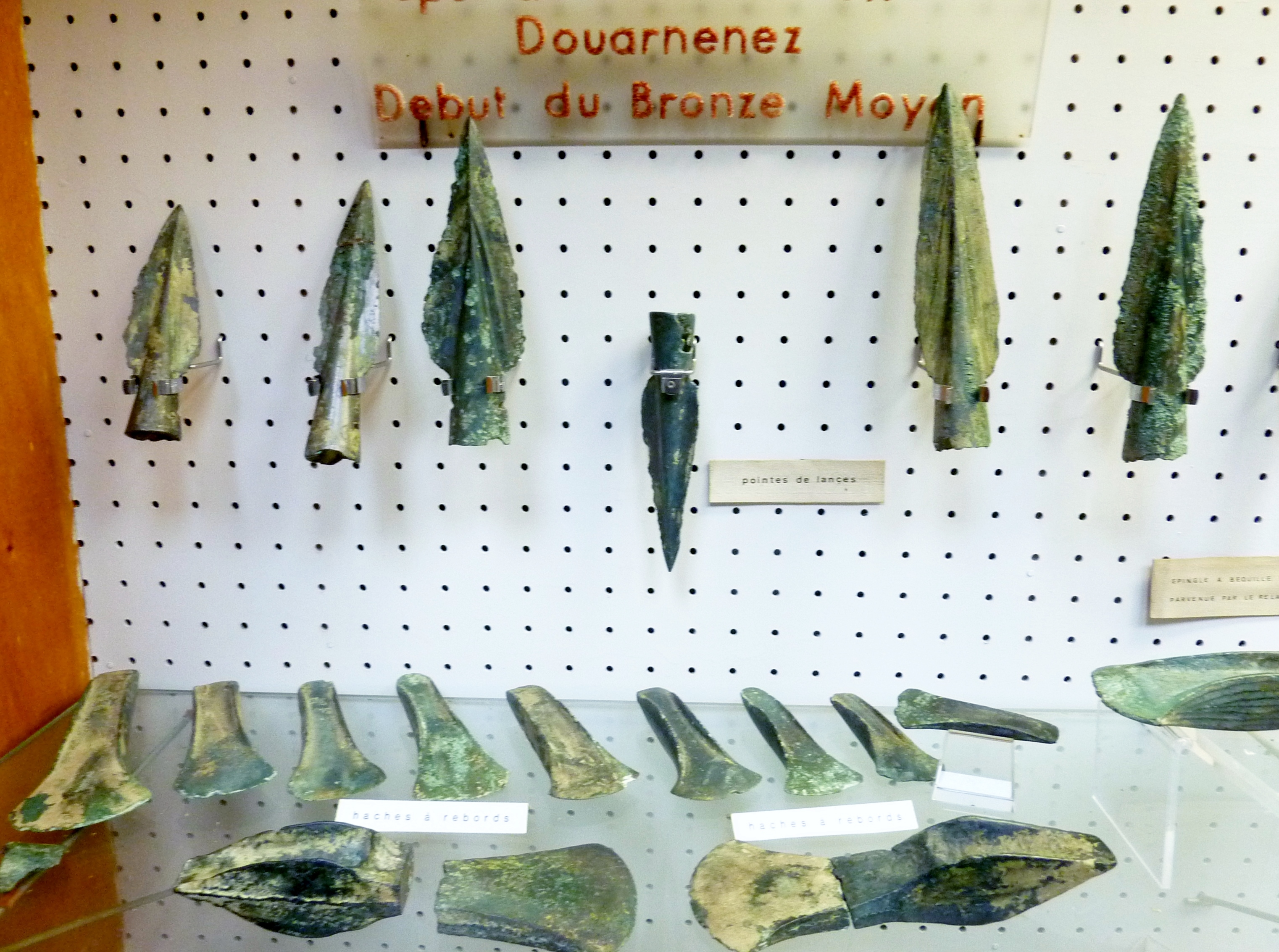
Pointes de lances et haches à rebords datant de l'âge du bronze moyen trouvées à Tréboul (Musée de la préhistoire finistérienne de Penmarc'h)

### Révolution française
La loi du 12 septembre 1791 « relative à la circonscription des paroisses du district de Pont-Croix » donne à la paroisse de Poullan comme succursale Tréboul.
Pendant la Terreur Sébastien Le Brusq, curé de Tréboul depuis 1776, après avoir prêté dans un premier temps serment de fidélité à la Constitution civile du clergé se rétracta, devenant prêtre réfractaire ; il fut emprisonné le 21 novembre 1795 à Quimper, puis à Brest, et ensuite à l'Île de Ré ; alors qu'il était conduit au bagne de Cayenne, son bateau est arraisonné par les Anglais le 7 août 1798 et conduit à Plymouth. Après le Concordat de 1801 il devint desservant de la chapelle Saint-Jean de Tréboul où il mourut le 20 janvier 1806 dans le presbytère situé à proximité de cette chapelle.

### LeXIXesiècle

#### Tréboul en 1845
A. Marteville et P. Varin, continuateurs d'Ogée, décrivent ainsi Tréboul en 1845 : « Ce petit port fait annuellement un commerce de cabotage qui peut s'élever de 700 à 800 tonneaux, tant en exportations qu'en importations. Les premières consistent surtout en pierres à bâtir et poissons ; les secondes en sel pour la pêche de la sardine et en bois de chauffage ».

#### Les premières conserveries
La première conserverie, remplaçant la technique de la presse pour la conservation des sardines, ouvre à Tréboul en 1853, fondée par Eugène Clarian, qui fait faillite (la conserverie est rachetée en 1855 par la famille Chancerelle); une autre conserverie est créée la même année par Jules Lemarchand, qui devint maire de Tréboul en 1880.

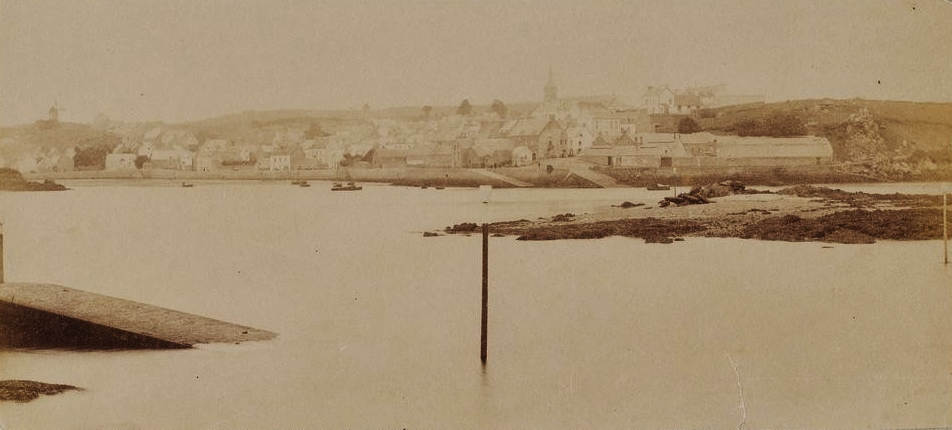
Tréboul en 1888 (photographie de Jules Girard)

#### Le pont viaduc

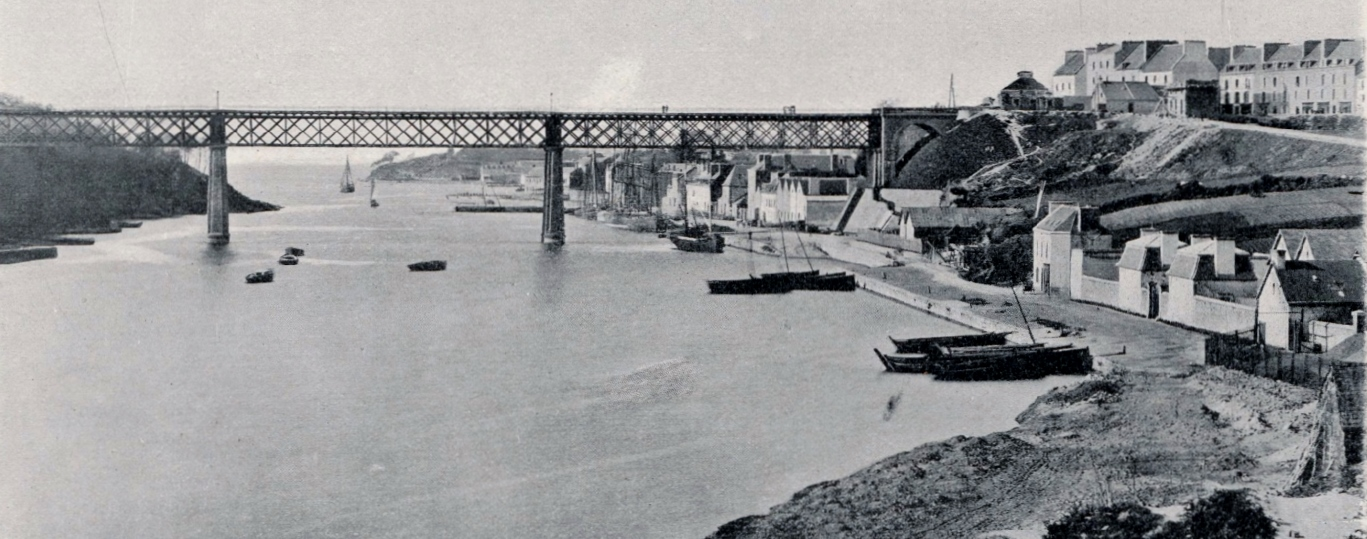
Le viaduc reliant Douarnenez à Tréboul et à sa gare vers 1900

Les bacs franchissant la rivière de Pouldavid ne suffisant plus en raison de l'augmentation du trafic due à l'essor des activités économiques douarnenistes (de nombreuses personnes habitant Tréboul y travaillent) et le passage à gué étant risqué (des noyades survenaient fréquemment, par exemple Joseph Rousse évoque dans un poème la noyade de 20 jeunes filles de Tréboul qui périrent englouties près de l'île Tristan alors qu'elles avaient pris le bac au retour d'une fête ; en fait le bac parti de la cale du Guet pour rejoindre Tréboul chavira et le naufrage provoqua la noyade de 17 femmes, employées dans une usine, et un homme le 22 novembre 1883), un pont métallique reliant Tréboul et Poullan-sur-Mer à Douarnenez en franchissant la rivière de Pouldavid est construit entre 1882 et 1885. « L'établissement de cet ouvrage est demandé depuis de longues années (...) par les populations intéressées, pour mettre en communication la commune de Poullan et notamment le petit port de Tréboul avec la ville de Douarnenez. Le principal motif est de permettre aux pêcheurs qui, suivant le temps et l'heure de la marée, vont souvent débarquer en très grand nombre à Tréboul, d'apporter sans aucun retard leur poisson aux usines de Douarnenez ».

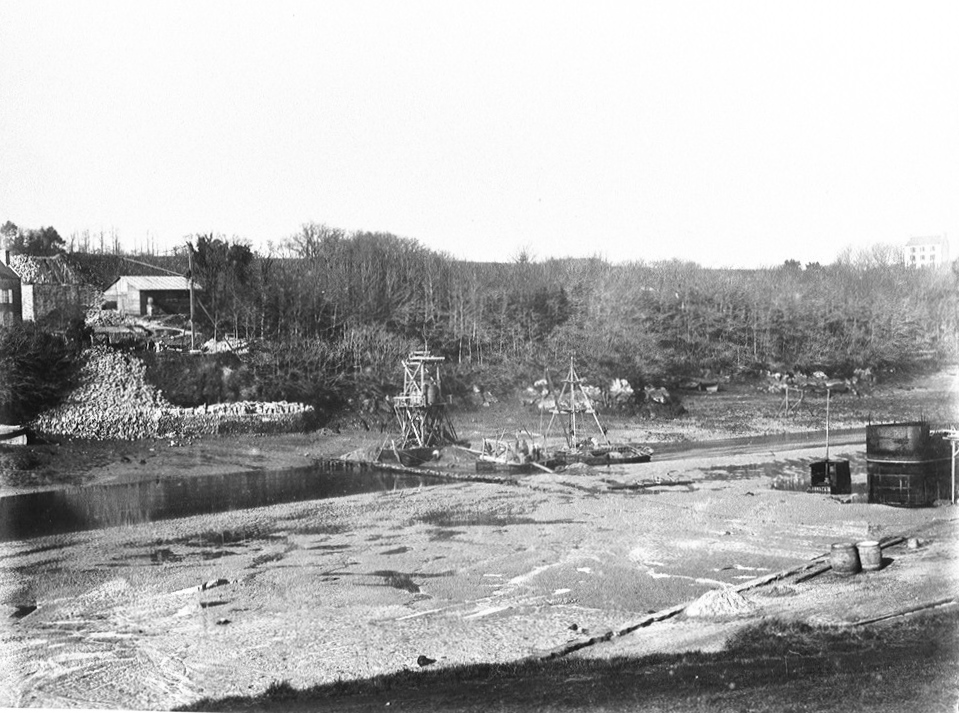
Le chantier de construction du viaduc métallique reliant Douarnenez à Tréboul (photo prise vers 1875) 1
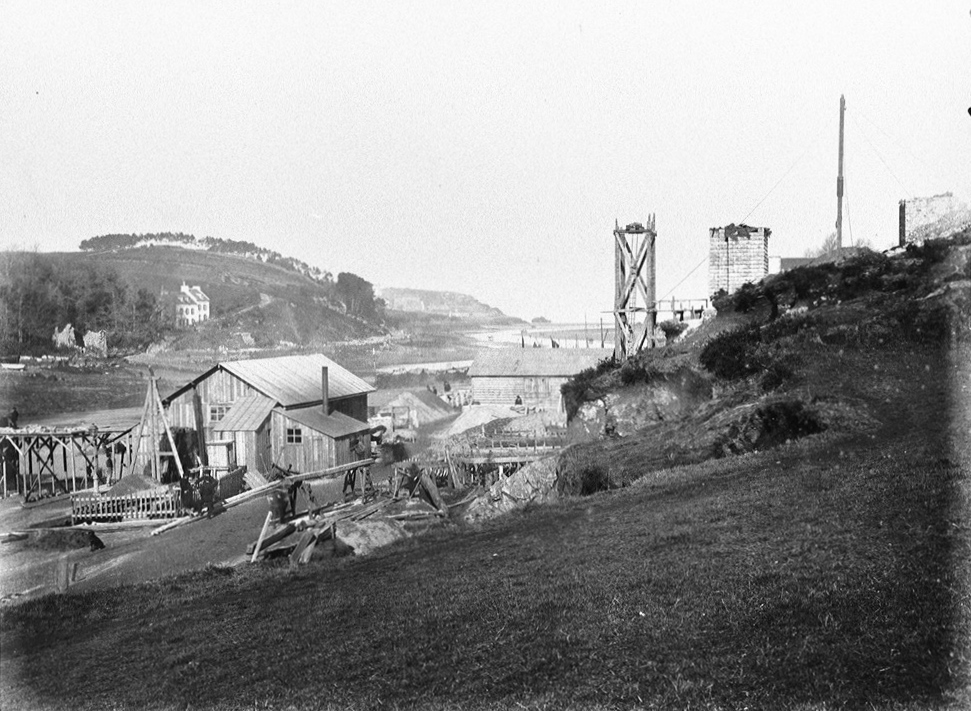
Le chantier de construction du viaduc métallique reliant Douarnenez à Tréboul (photo prise vers 1875) 2

#### La création de la commune de Tréboul
Dès 1861, le Conseil général du Finistère évoque le malaise qui existe au sein de la commune de Poullan dont le bourg est le chef-lieu communal, mais dont Tréboul est devenu plus important et dirigeait en fait la commune (la section électorale de Tréboul élisait 14 conseillers municipaux, celle de Poullan 9 seulement). Une première solution est alors envisagée, celle de transférer le chef-lieu communal à Tréboul, mais elle n'aboutit pas.
Le 9 avril 1876, le conseil de fabrique de la paroisse de Tréboul demande la création d'une commune indépendante de celle de Poullan et le 1er janvier 1877, une pétition de 297 habitants appuya cette demande, Tréboul formant d'ailleurs déjà une section électorale distincte. Tréboul possède alors environ 2 500 habitants agglomérés, la plupart exerçant des professions liées à la mer, le reste de la commune de Poullan, essentiellement rural, 1 694 habitants. Tréboul est érigée en commune le 12 juillet 1880.
Henri Monod décrit ainsi Tréboul vers cette date : « C'est un port de pêche d'une importance croissante. Le port, formé par une anse de 400 m de longueur, de l'ouest à l'est, s'ouvre sur la rivière de Pouldavid. Il compte 150 chaloupes montées par un millier d'hommes qui font la pêche à Audierne et à Douarnenez. Bien que la ville ne se trouve pas dans de bonnes conditions de salubrité, la mortalité n'y est pas élevée ; quant à la natalité, elle est considérable, même pour le Finistère. L'excédent des naissances sur les décès (24,82 pour mille) est absolument extraordinaire. Après Le Guilvinec, Tréboul est la commune la plus prolifique de toutes celles que nous avons étudiées dans le Finistère ».
En octobre 1884 est consacrée la nouvelle église paroissiale de Tréboul et un cantique est écrit en cette occasion.

#### L'évolution démographique de la commune de Tréboul
Lors du premier recensement postérieur à la création de la commune, en 1881, Tréboul compte 2 954 habitants ; la commune en compte 3 515 en 1886, 4 037 en 1896, 4 811 en 1901, 5 292 en 1911. Sa croissance démographique est donc alors très rapide (+ 2 338 habitants entre 1881 et 1911, soit + 79 % en 30 ans). La Première Guerre mondiale donne un coup d'arrêt à cette croissance (la commune n'a guère plus de 5 000 habitants lors des recensements de 1921, 1926 et 1931) et il faut attendre celui de 1936 pour, qu'avec 5 384 habitants, la population dépasse légèrement celle enregistrée en 1901. Absorbée par Douarnenez en 1945, la commune n'a pas connu de recensement ultérieur.

#### Les épidémies de choléra
Des épidémies de choléra sévissent à Tréboul en 1849-1850, provoquant 146 décès et en 1866 (5 ou 6 décès). Tréboul connaît en décembre 1885 une nouvelle épidémie de choléra qui commence dans le hameau de Kerigny. Cette épidémie, qui se poursuit jusqu'en mars 1886, fit en tout 12 victimes, dont 6 morts. La seconde épidémie suivit immédiatement, provoquée par des marins revenus d'Audierne (le choléra fit de nombreuses victimes à Audierne, ainsi qu'au Guilvinec, cette année-là) où ils étaient allés pêcher le maquereau : elle provoqua 51 malades dont 10 décès. Selon un article du journal Le Matin, plus de 2 000 pêcheurs vers cette époque quittaient momentanément Tréboul et Douarnenez pour aller pêcher le maquereau au départ des ports d'Audierne et du Guilvinec.
Entre le 30 août 1893 et le 1er mai 1894, le canton de Douarnenez enregistra 172 cas de choléra (dont 99 décès), dont 58 cas (33 décès) pour la seule ville de Tréboul.

#### Tréboul à la fin duXIXesiècle
Benjamin Girard écrit en 1889 que Tréboul a une population agglomérée  de 1 477 habitants. Il ajoute que le port « a pris, depuis quelques années, une certaine importance comme port de pêche ; il est adossé à des collines faisant obstacle à son développement ; aussi les constructions y sont-elles entassées et les ruelles très étroites. (...) Un magnifique pont, établi en 1885 sur la rivière de Pouldavid, en amont du quai de Port-Rhu, rend de grands services à Tréboul, dont les communications avec Douarnenez sont devenues faciles et qui trouvera, dans le voisinage immédiat de la gare de cette ville, un nouvel élément de prospérité ».
Henri Monod décrit ainsi Tréboul en 1892 : « C'est un port de pêche d'une importance croissante. La ville est ramassée au pied d'une colline et se compose de rues étroites. Le port, formé par une anse de 400 mètres de longueur, de l'ouest à l'est, s'ouvre sur la rivière de Pouldavid. Il compte 150 chaloupes montées par un millier d'hommes qui font la pêche à Audierne ou à Douarnenez, suivant la saison. Bien que la ville ne se trouve pas dans de bonnes conditions de salubrité, la mortalité n'y est pas élevée. Quant à la natalité, elle est considérable, même pour le Finistère. Aussi l'accroissement de la population, en cinq ans, a été de 18,99 %. Après Le Guilvinec, Tréboul est la commune la plus prolifique de toutes celles que nous avons étudiées dans le Finistère ».

### LeXXesiècle

#### La Belle Époque

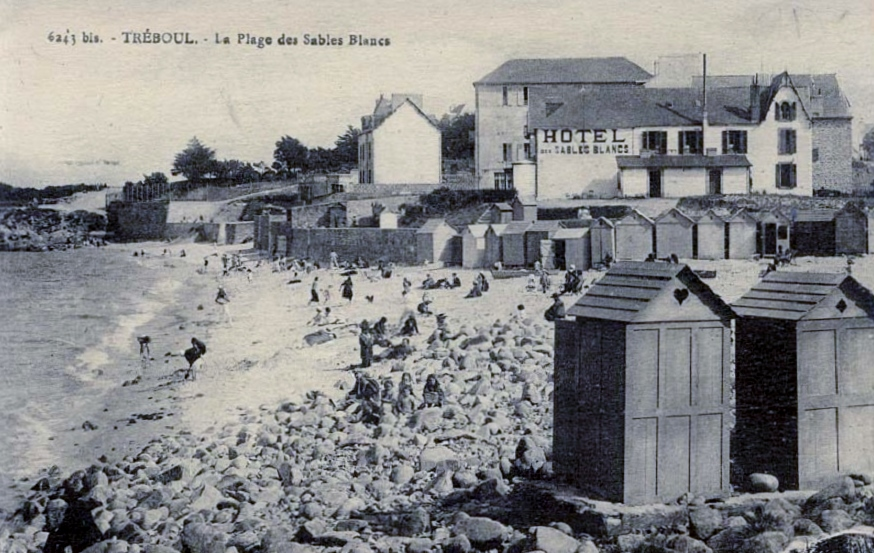
Tréboul : la plage des Sables blancs au début du XXe siècle

En mai 1900, la chaloupe de pêche Dieu-avec-Nous, de Tréboul, montée par 10 hommes, se perdit corps et biens au large d'Ouessant. Le naufrage fit 7 veuves et 19 orphelins.
Tréboul, comme Douarnenez, fut touché par la crise de la sardine à partir de 1902 : en 1912, Tréboul compte une centaine de bateaux sardiniers (Douarnenez en comptant alors environ 600) et « la détresse est aigüe » indique le journal Le Matin.
En août 1912, le Saint-Louis, de Tréboul, qui se livrait à la pêche au maquereau en Baie de Douarnenez fit naufrage ; les 5 hommes à bord furent noyés.
Tréboul, comme Douarnenez, est alors fréquenté par des artistes peintres comme Michel-Amédée Besnus, Emmanuel Lansyer et même Auguste Renoir et des écrivains comme André Beaunier, Jules Breton, etc. pas toujours bien vus par la population locale : « À Tréboul, village de pêcheurs, on nous lança des pierres et, plus d'une fois, nous dûmes signifier que nous riposterions » écrit André Beaunier en 1906.

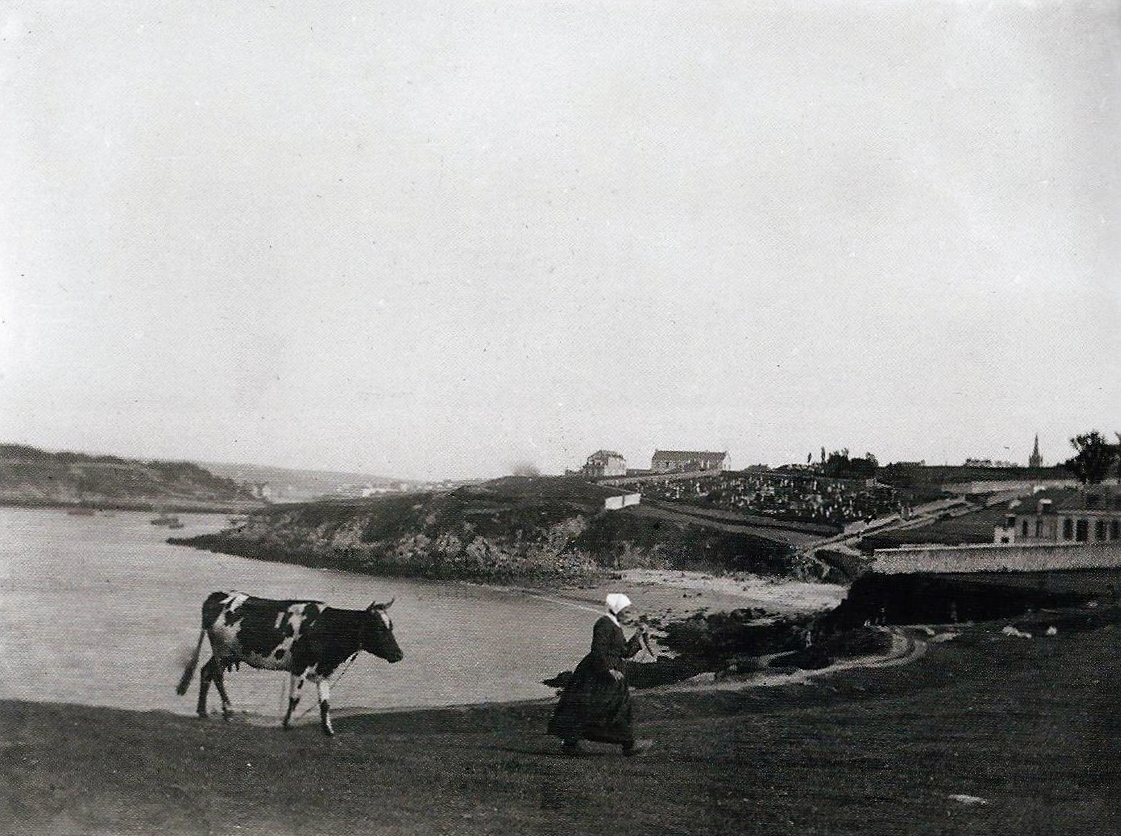
La plage Saint-Jean vue du Rheun vers 1905 (photographie de Philippe Tassier).
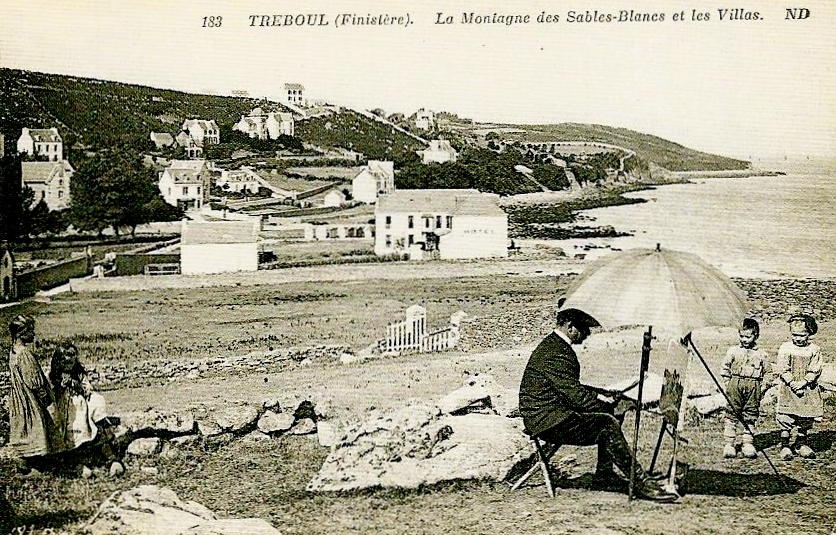
Un peintre de la Belle Époque sur la plage des Sables Blancs à Tréboul (carte postale ND Photo).

#### La Première Guerre mondiale

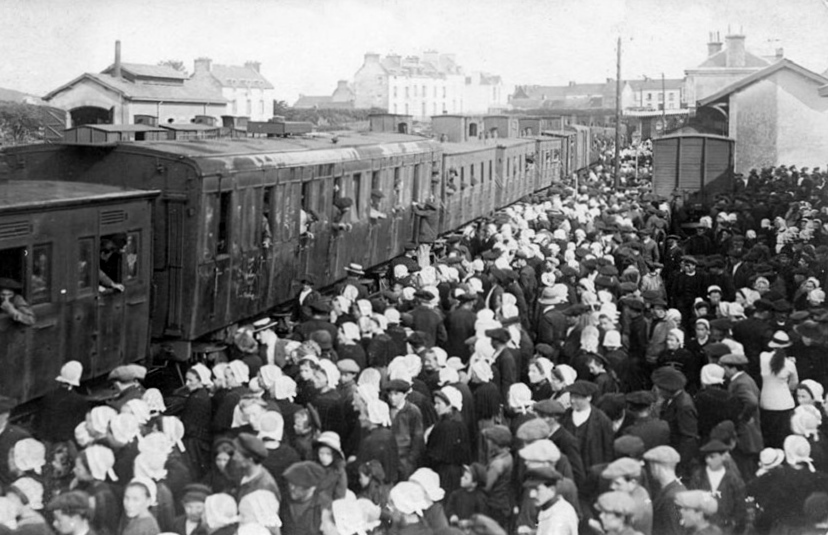
Gare de Tréboul : départ pour le front en 1914

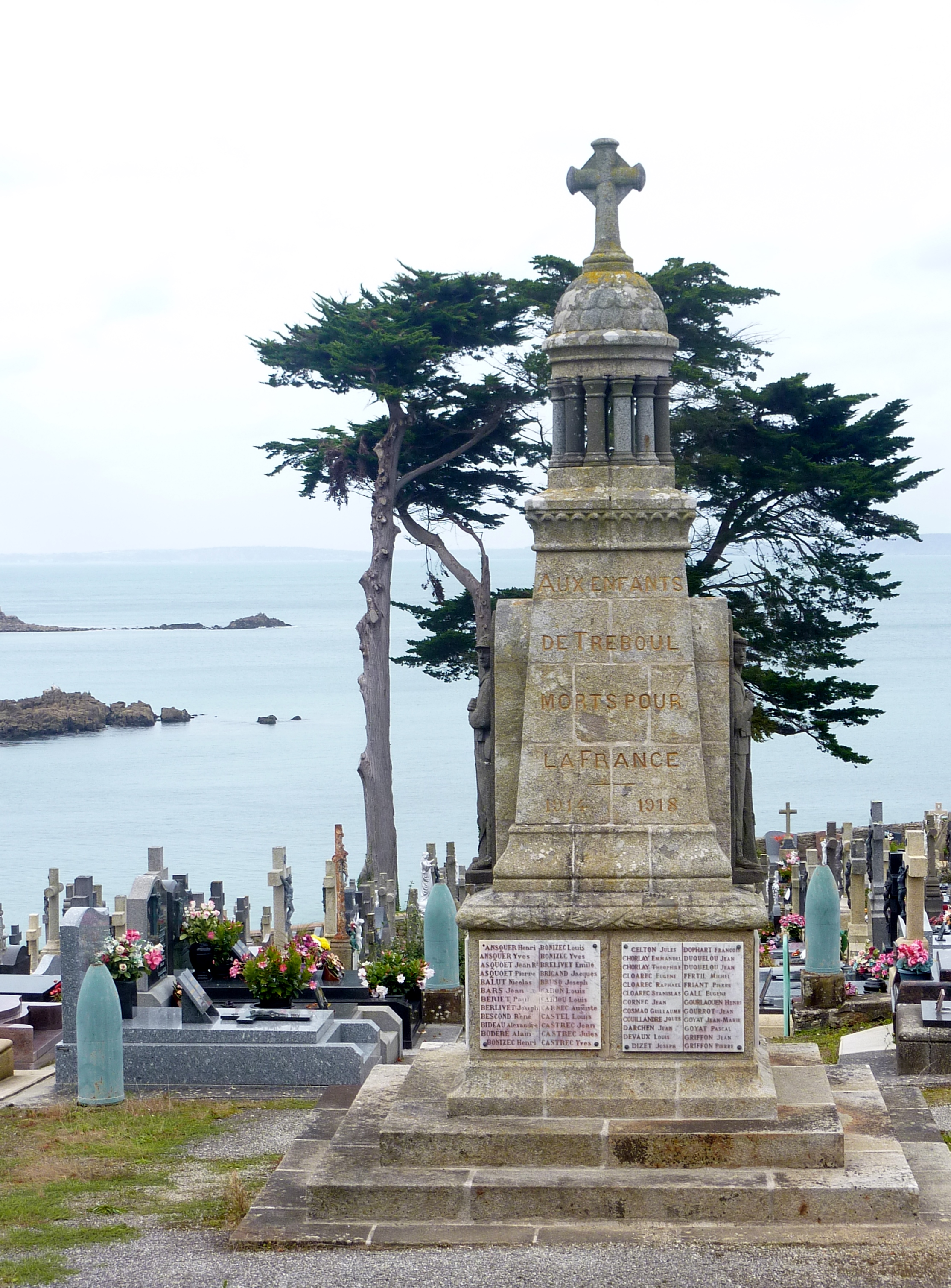
Le monument aux morts de Tréboul

Le monument aux morts de Tréboul, édifié en 1922 par l'architecte Charles Chaussepied, porte les noms de 193 soldats et marins morts pour la France pendant la Première Guerre mondiale, auxquels s'ajoute le nom de Joseph Hélias, mort le 7 avril 1919 à bord du croiseur cuirassé Gueydon, qui se trouvait alors à Arkangelsk en raison de la Guerre civile russe. Parmi les victimes de la Première Guerre mondiale, 17 au moins sont des marins disparus en mer ; 8 au moins sont décédés en Belgique, la plupart lors de la Course à la mer ; 5 au moins sont décédés en Turquie lors de la Bataille de Sedd-Ul-Bahr ; 6 au moins sont décédés dans les Balkans (trois en Serbie, deux en Grèce et 1 en Macédoine) lors de l'Expédition de Salonique ; 3 sont décédés alors qu'ils étaient prisonniers en Allemagne ; la plupart des autres sont décédés sur le sol français si l'on excepte trois marins décédés dans des ports étrangers, un (Pierre Lastennet) à Tarente (Italie), un autre (Henri Kerisit) à New York et un autre (Joseph Brusq) à Liverpool.

#### L'Entre-deux-guerres
En mars 1923, un bateau de pêche de Tréboul, le Camaretois, monté par six hommes, heurte un rocher dénommé "Les Pierres profondes" en baie d'Audierne et sombre. L'équipage se réfugie dans un canot qui chavire, mais les six marins parviennent à regagner la côte à la nage.
L'ouverture en 1924 d'une pension de famille, devenue ensuite l'hôtel Ty Mad attire à Tréboul de nombreux peintres anglais ( le pius connu étant Christopher Wood) et néo-zélandais qui gravitent autour de Max Jacob.
L'école Saint-Jean (école privée catholique) est fondée en 1935 grâce à l'aide financière d'Auguste Chancerelle ; les enseignants étant des Frères de Ploërmel.
Guillaume Marec fut maire de Tréboul entre 1919 et 1927. Il créa la coopérative La Fraternelle pour l'achat de matériel professionnel par les pêcheurs et, après le naufrage du côtre à tape-cul "Telen Mor" en mars 1927 avec 18 hommes à bord au large des côtes anglaises, la "Bienfaitrice", une société de secours immédiat aux familles.
Des thoniers de Tréboul et Douarnenez partaient régulièrement pêcher dans le Golfe de Gascogne : 65 en 1928 selon le journal Le Matin. Le même journal indique qu'en 1930 une flottille maquereautière forte d'une cinquantaine de dundees, jaugeant chacun de 50 à 100 tonneaux et ayant chacun un équipage de 18 à 25 hommes, quitte les ports de Douarnenez et Tréboul pour aller pêcher le maquereau au large des côtes anglaises.
Charles Géniaux décrit ainsi la piété des femmes de Tréboul en 1927 :

« Je me souviens d'un oratoire rustique consacré à saint Pierre, patron des pêcheurs, sur un sentier de Tréboul, à la vie de l'océan. La statue de bois du XVIe siècle portait sur son piédestal cette inscription en langue bretonne ; "Sant Per pedit evid omp" ("Saint Pierre, priez pour nous"). Or, tout ce mois d'août, le saint voyait à toute heure du jour des femmes prosternées à ses pieds afin de lui demander le retour des sardines disparues de la baie de Douarnenez. Et saint Pierre, couvert de fleurs et adulé, triomphait. Lais comme, en septembre, le poisson n'était toujours pas revenu par son intercession, furieuses, les femmes des pêcheurs fessèrent avec des balais d'ajoncs piquants ce maître pêcheur céleste assez oublieux de ses devoirs pour ne pas exaucer ses fidèles Bretons. Je trouvai la statue retourne dans sa niche, en pénitence., le nez contre la muraille. Hélas! les reins de saint Pierre témoignaient par leurs profondes égratignures de la colère de cette population naïve. Mais cette exécution même ne prouvait-elle pas une foi violente ? L'année suivante, repeint à neuf d'un vermillon éclatant, le petit saint Pierre, qui se souvenait peut-être des outrages dont il avait été victime, envoyait à ses amis pêcheurs repentants une telle quantité de sardines que les prix d'achat tombaient à rien. Les femmes venaient le supplier d'arrêter cette bénédiction du ciel qui menaçait de les faire périr de faim aussi surement qu'une disette. »

Charles Géniaux évoque aussi dans le même article le pardon de saint Vendal, écrivant : « les milliers de pèlerins qui se trouvent autour de la chapelle et de son calvaire ». Ce même pardon a été peint par Henry Cheffer dans une aquarelle dénommé Le pardon de saint Vendal.
En 1932, la ville du Mans achète le domaine de Ker-Huel, un site de 5 ha en bord de mer, situé route des Roches-Blanches : elle y installe une colonie de vacances pour les enfants de la ville (qui ferma en 1975, les bâtiments n'étant plus aux normes), puis y crée en 1988 un centre familial de vacances, comprenant 19 gîtes. En 2015 la ville du Mans envisage de vendre ce domaine.
En juin 1938, le naufrage du Petit Pierre, de Tréboul, probablement renversé par une lame de fond près de l'Île Molène, fit 12 victimes.

#### La Seconde guerre mondiale
Joseph Trellu, né le 20 novembre 1894 à Tréboul, directeur de l'usine "Boîte métallique d'Arvor" à Concarneau et membre du réseau Johnny, fut déporté depuis Compiègne le 24 janvier 1943 vers le camp de concentration de Sachsenhausen ; il décéda le 17 mars 1943 à Orianenburg.

## Politique et administration
| Période                                  | Période | Identité                 | Étiquette | Qualité |
| ---------------------------------------- | ------- | ------------------------ | --------- | --- |
| 1872                                     | 1876    | Georges Treuttel         |           | Notaire. Maire de Poullan en 1859-1860 et entre 1869 et 1876.                                                        |
| 1876                                     | 1880    | Auguste Chancerelle      |           | Il fut aussi maire de Poullan entre 1876 et 1880                                                                     |
| 1880                                     | 1894    | Jules Le Marchand        |           | |
| 1894                                     | 1899    | Guillaume Urcun          |           | Marin-pêcheur. |
| 1900                                     | 1908    | Auguste Chancerelle      |           | Déjà maire entre 1877 et 1880                                                                                        |
| 1908                                     | 1919    | Jean Corentin Gonidec    |           | Cultivateur. |
| 1919                                     | 1927    | Guillaume Marec          |           | Marin-pêcheur. Fondateur de la coopérative "La Fraternelle" et de la société de secours aux marins "La Bienfaitrice" |
| 1927                                     | 1929    | Jean Guillaume Vigouroux |           | Marin. |
| 1929                                     | 1934    | Alexis Perve             |           | Mécanicien à la Compagnie d'Orléans.                                                                                 |
| 1934                                     | 1944    | Jean Vincent Gonidec     |           | |
| 1944                                     | 1944    | Léon Pierre Raould       |           | Représentant de commerce.                                                                                            |
| 1944                                     |         | René Andro               |           | |
| Les données manquantes sont à compléter. |         |                          |           | |

## Monuments et sites
- La chapelle Saint-Jean date du XVIIIe siècle, mais avec un réemploi d'un édifice précédent datant du XVe siècle, en particulier pour les fenestrages. Son maître-autel en bois polychrome date du XVIIIe siècle. Elle possède des statues anciennes en bois polychrome de l'Immaculée Conception, d'un Ange de l'Annonciation, deux Anges adorateurs, de saint Jean-Baptiste, etc. Elle a servi d'église paroissiale entre 1841 et 1884[45]. Ses vitraux, mis en place entre 1986 et 1988, sont de René Quéré. Un calvaire mutilé datant du XVIIe siècle se trouve à un carrefour voisin[46].
- L'église paroissiale Saint-Joseph, construite selon les plans de Jean-Marie Abgrall entre 1881 et 1884 comprend une nef de six travées avec bas-côtés et un clocher-porche qui lui donne accès, situé sur le bas-côté sud[46].
- La chapelle Sainte-Thérèse se trouve dans le quartier de l'ancienne gare de Tréboul. Elle a été construite en 1953.
- Feunteun sant Per Baoul ("Fontaine du pauvre saint Pierre") se trouve au lieu-dit Lopérec ; un oratoire dédié à saint Pétroc (saint Pierre) aurait existé à proximité au XIXe siècle[47].
- Cimetière marin de Tréboul.

## Peinture
Le peintre Eugène Boudin, un des mentors de l'Impressionnisme, séjourne dès 1855 en Bretagne à Douarnenez, Tréboul et ses environs.
- Guy Dezaunay (1896-1964) : Les peupliers à Tréboul (Musée des beaux-arts de Nantes)[49].
- Gustave Loiseau : La baie de Tréboul (1913) ; Le port de Tréboul (1913).
- Robert Goy (1913-1978), Plage Saint Jean à Tréboul.
- Ernest de Chamaillard : La vallée de Tréboul.

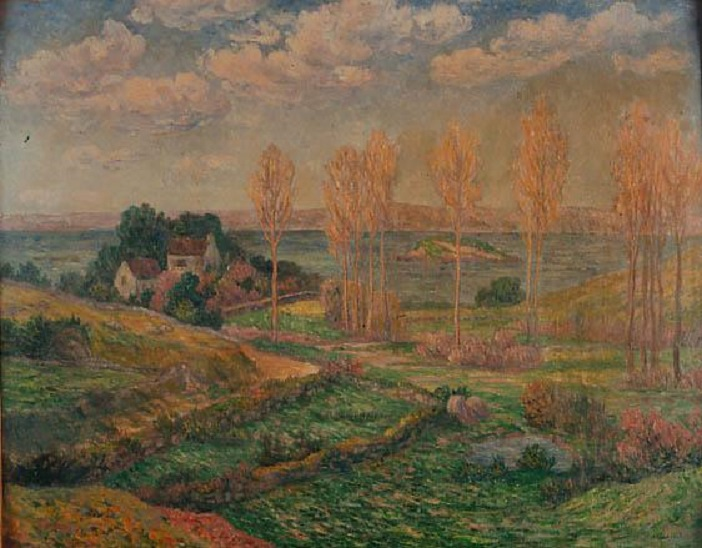
Ernest de Chamaillard : La vallée de Tréboul.
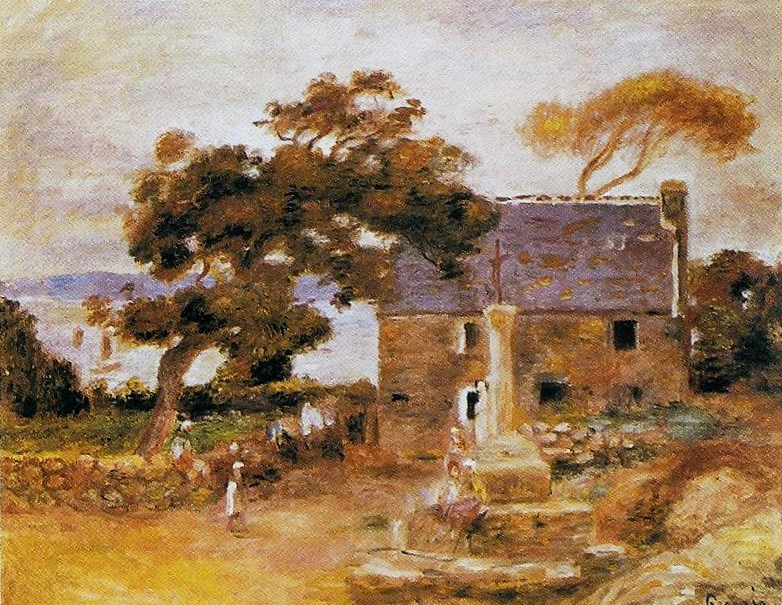
Auguste Renoir : Tréboul, près de Douarnenez.
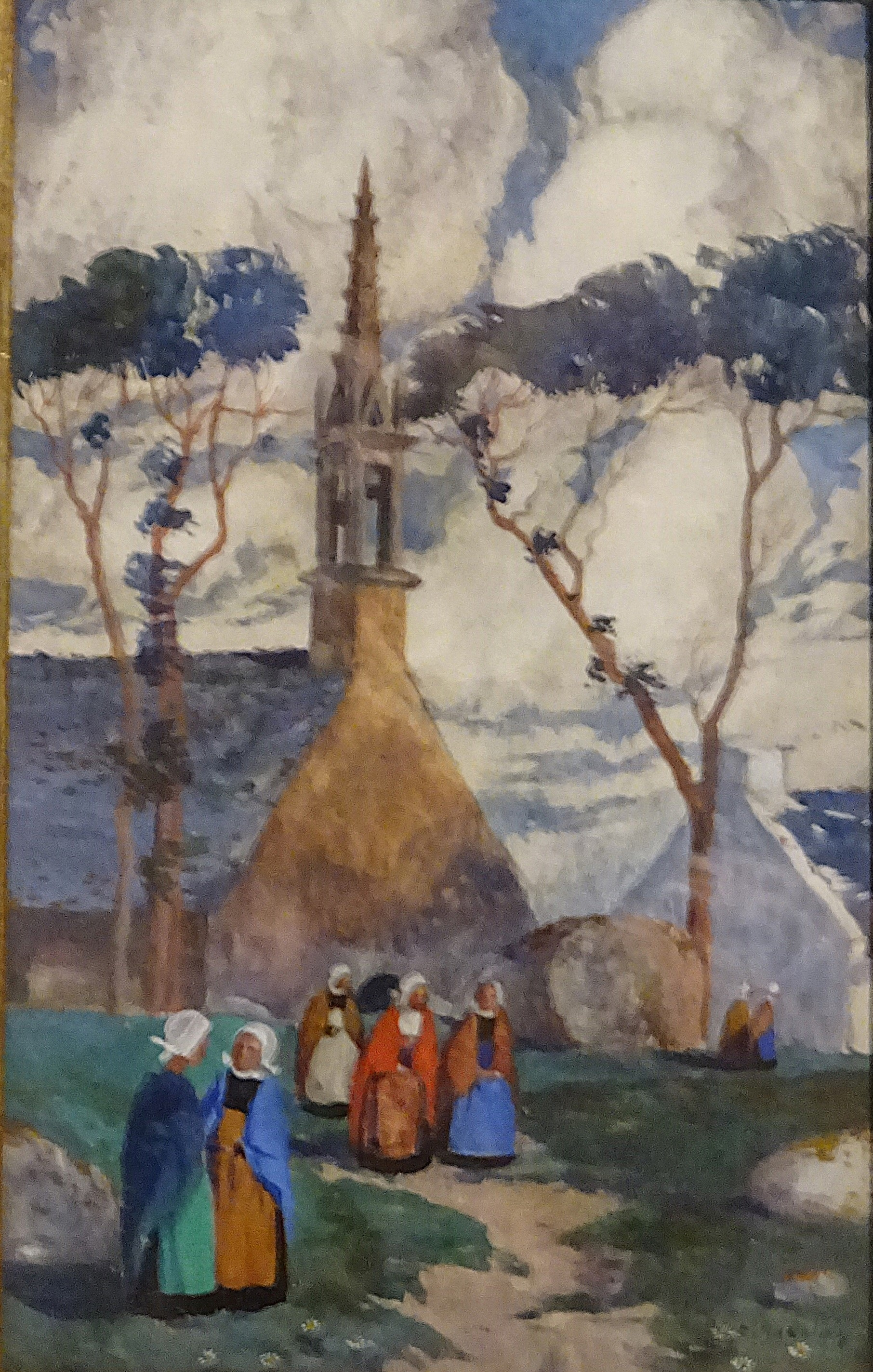
Ernest Guérin : Tréboul, chapelle Saint-Jean (aquarelle et gouache sur papier, sans date).

- Auguste Renoir : Tréboul, près de Douarnenez (huile sur toile, 1895, collection privée).
- Emmanuel Lansyer : Marée basse à Tréboul
- Henri Barnoin : Le port de Tréboul
- Henri Rivière : Départ de bateaux de Tréboul[50] ; Départ de marins de Tréboul (lithographie)[51] ; Une rue de Tréboul[52]; Lavoir à Tréboul ; Une rue à Tréboul ; Le fossoyeur.

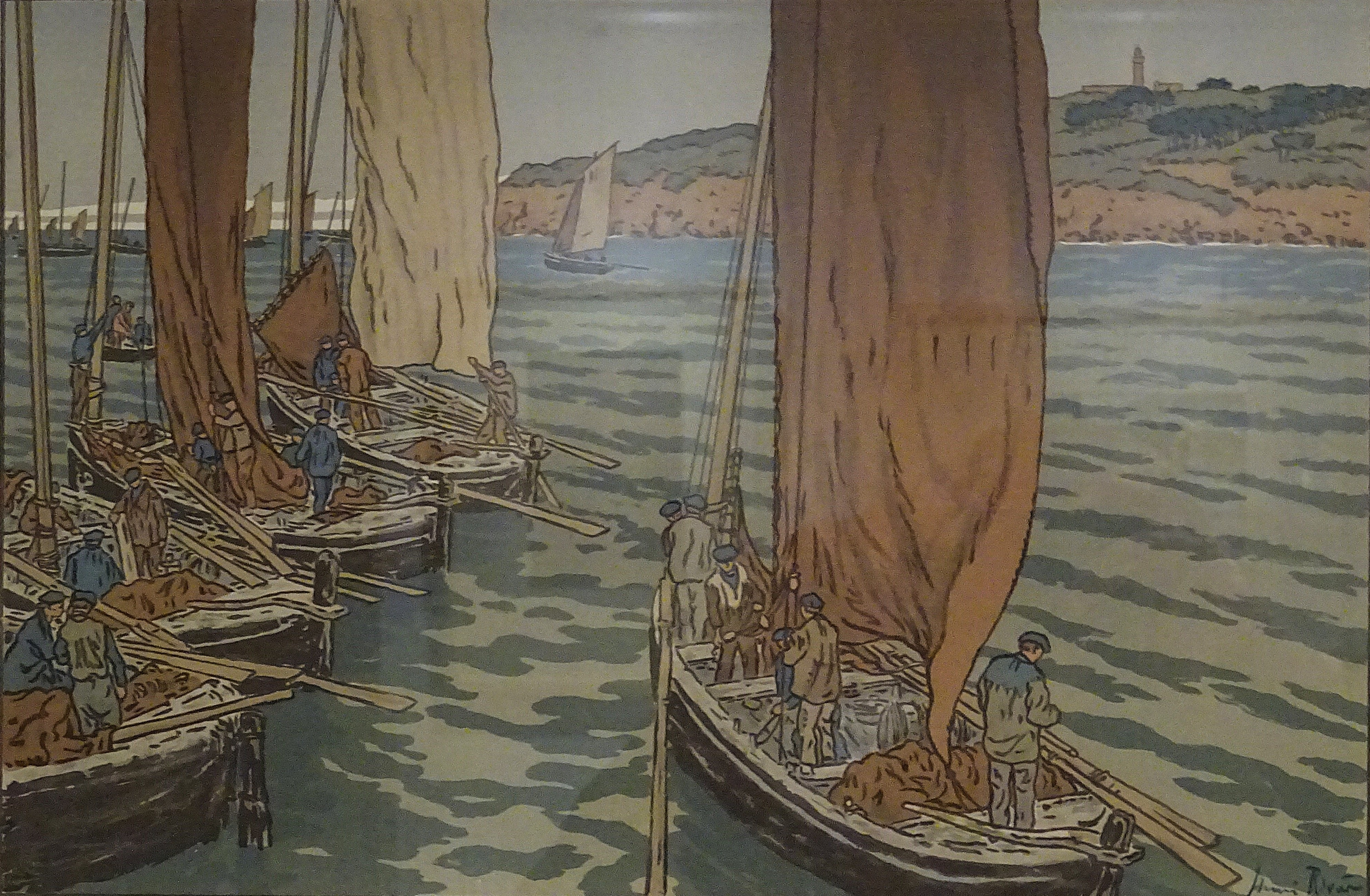
Henri Rivièreː Départ de bateaux à Tréboul (1898, lithographie sur papier vélin).
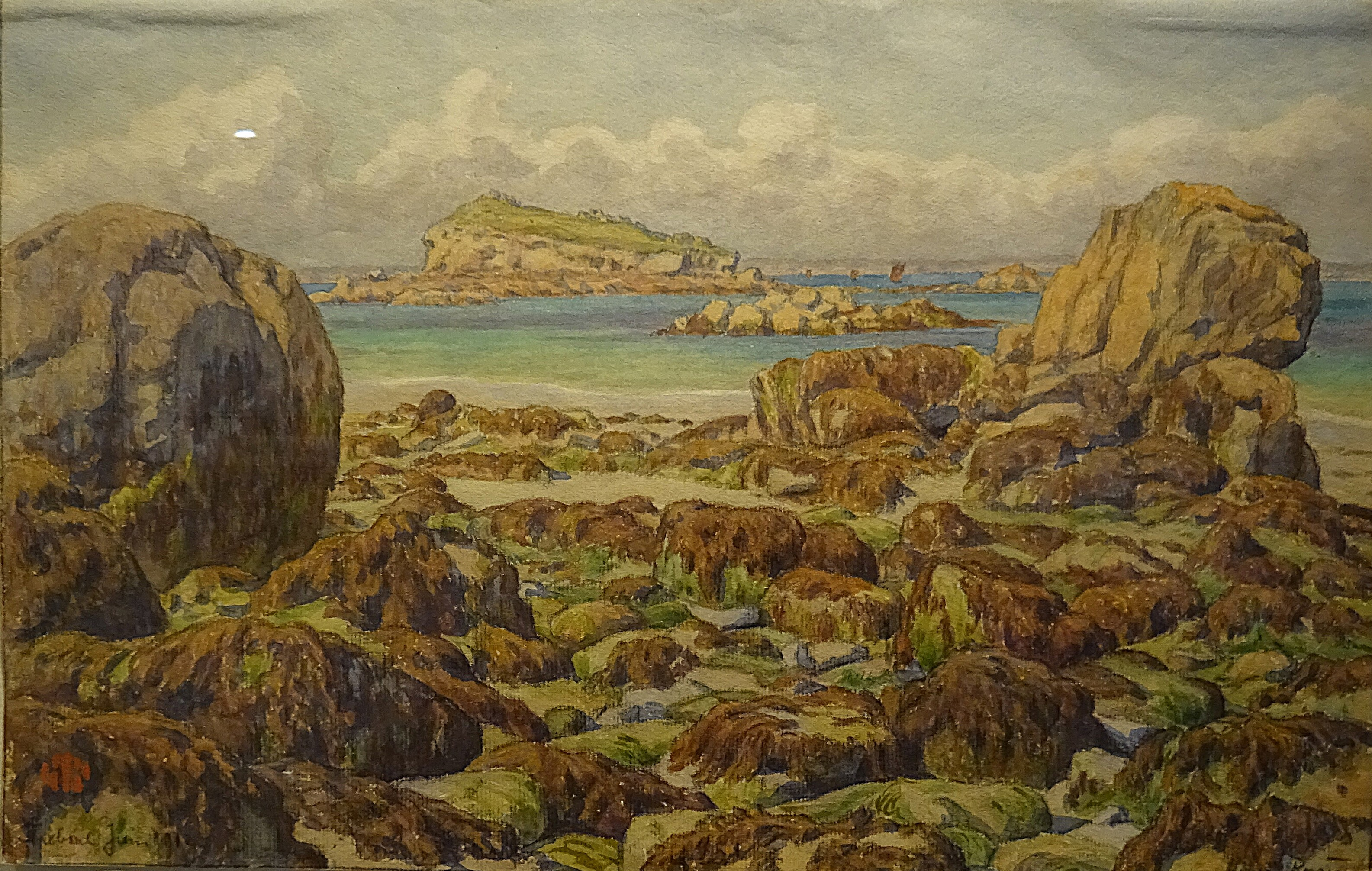
Henri Rivière : Tréboul, plage des Sables Blancs et île Coulinec (aquarelle sur papier, 1903).
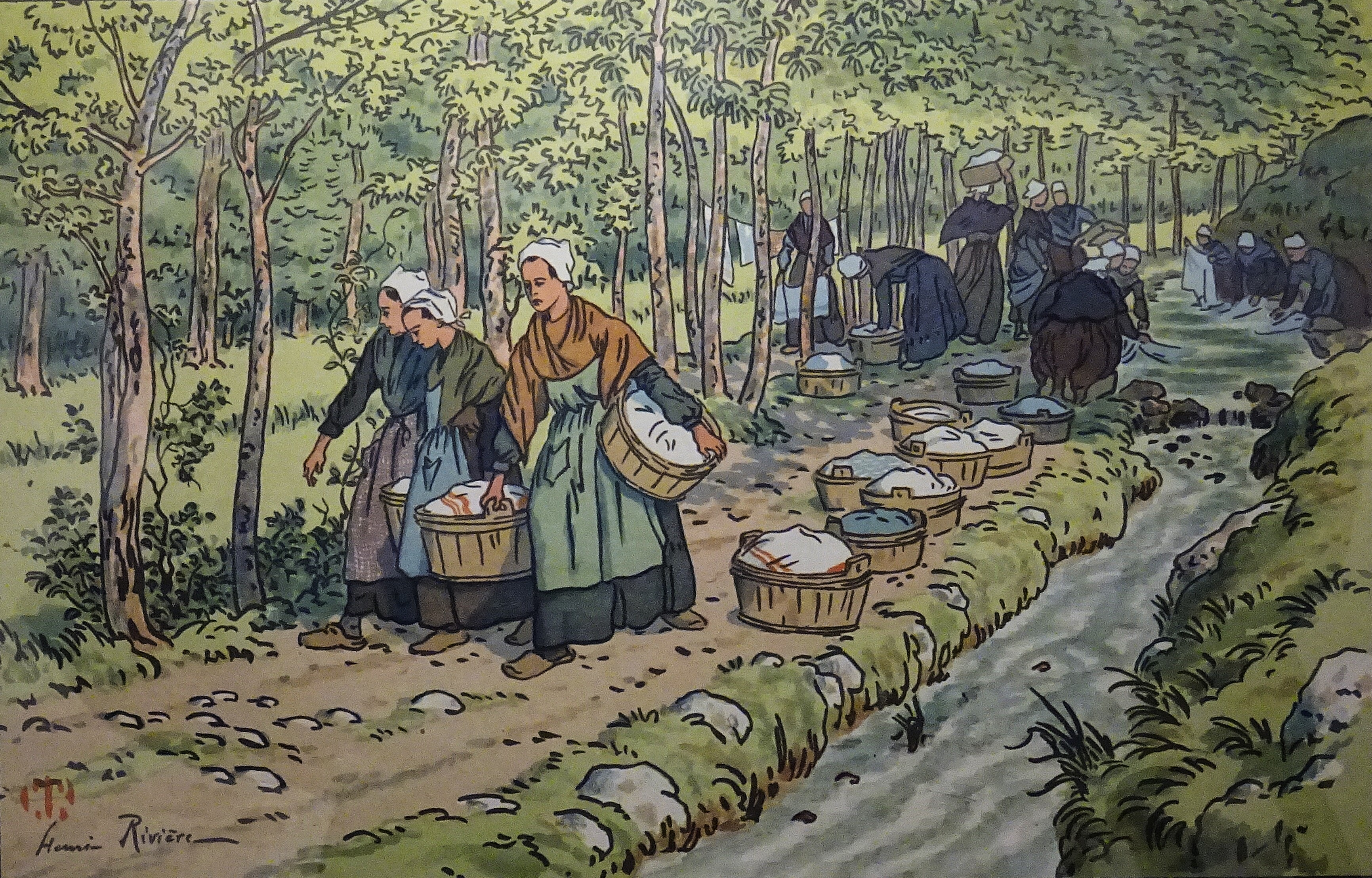
Henri Rivière : Lavoir à Tréboul (1909, lithographie sur papier vélin).
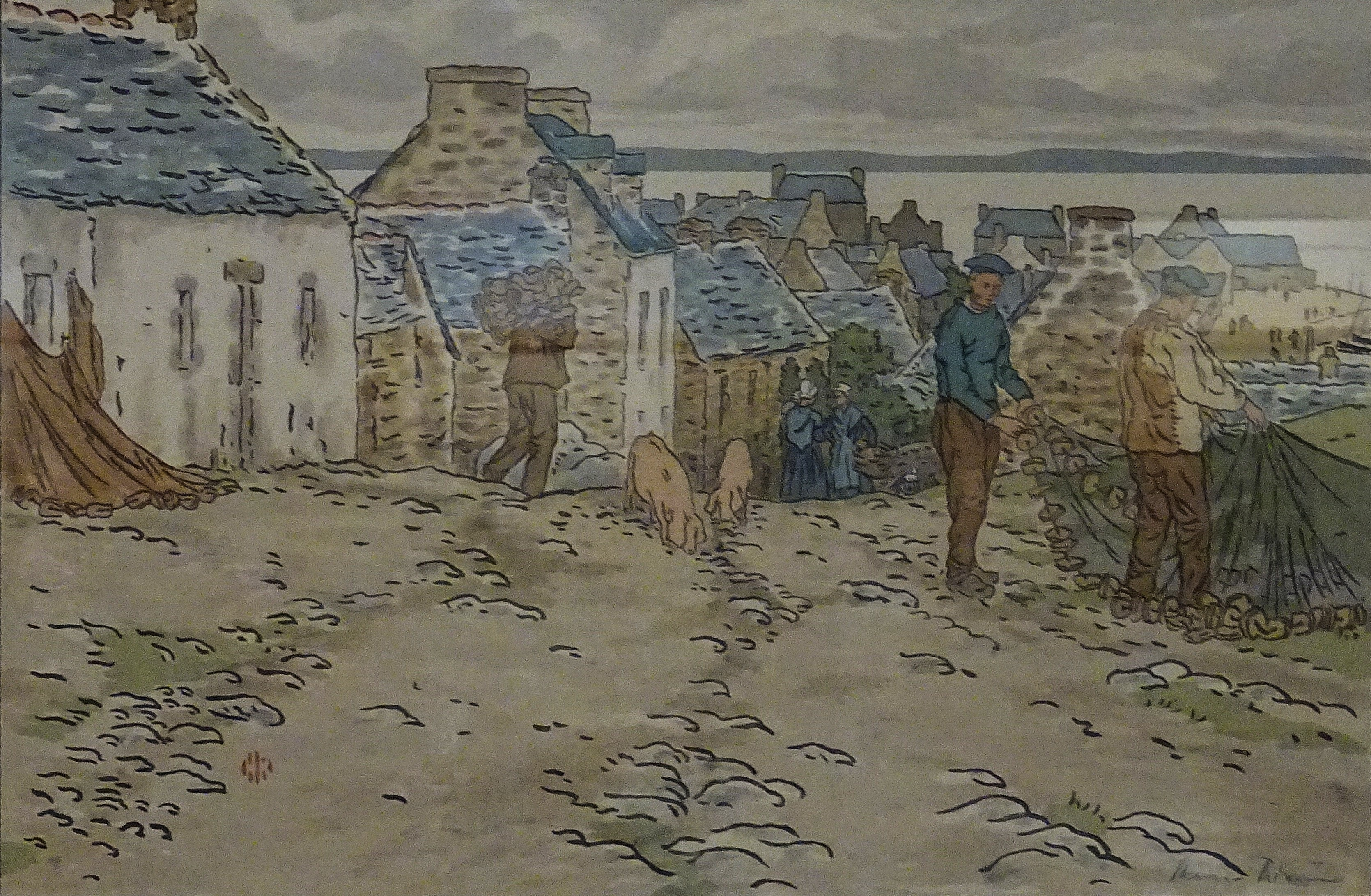
Henri Rivière ː Une rue à Tréboul (1909, lithographie sur papier vélin).
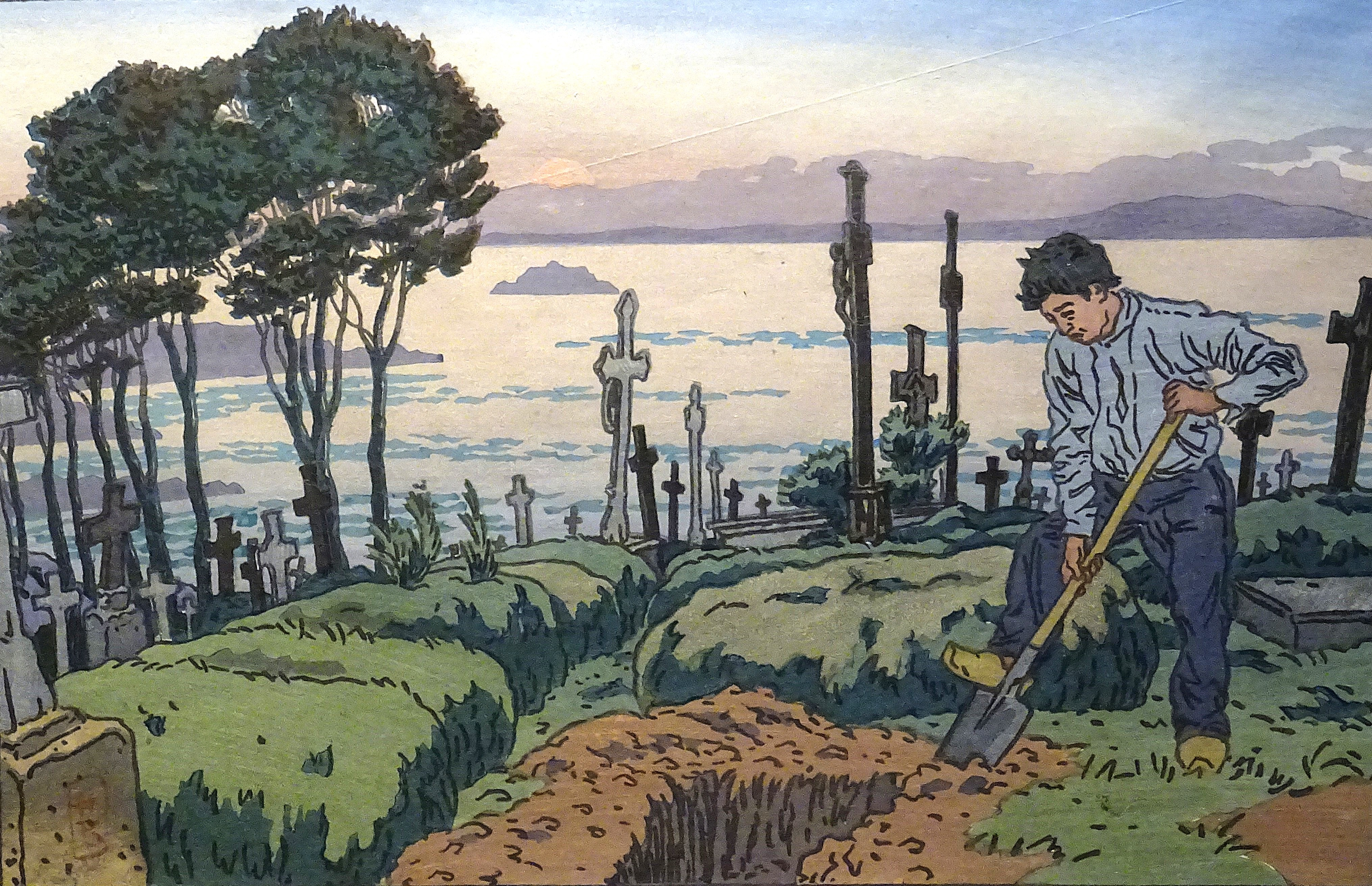
Le fossoyeur cimetière marin de Tréboul, Douarnenez (bois gravé, 1914).

- Florent Méreau (1892-1953) : Le séchage des filets ; Les Sardiniers (Vers 1930).
- Ernest Guérin : Tréboul, chapelle Saint-Jean (aquarelle et gouache sur papier, sans date).

## Littérature
- Hippolyte Bonnelier : Le pigeon noir (roman, 1844)[53].
- André Theuriet : Le vallon de Tréboul (poème)[54].
- Le peintre Amédée Besnus (1831-1909) a évoqué Tréboul dans un livre autobiographique Mes relations d'artiste[55].

## Personnalités originaires de Tréboul
- Le footballeur Yoann Gourcuff
- Le footballeur Romain Danzé
- L'entraîneur Christian Gourcuff
- Mich Beyer, auteure de langue bretonne
- Le comédien Arthur Mazet

## Personnalités décédées à Tréboul
- John-Antoine Nau (1860-1918), écrivain américain d'origine française, à qui fut attribué le premier Prix Goncourt en 1903.